# Lista de não teístas
Esta é uma lista de pessoas notórias cuja visão sobre Deus possa ser classificada como "não-teísmo", a posição contrária ao teísmo (a crença declarada em um ou mais deuses). Assim sendo, os não-teístas não professam crença em deidades, ainda que isso não signifique, necessariamente, o ateísmo. Não-teístas podem ser ateus, agnósticos, ignósticos, apateístas e até mesmo panteístas, bem como podem ser religiosos, visto que algumas religiões e filosofias religiosas não encerram o conceito de divindade, tais como o budismo, o jainismo, o taoismo e o confucionismo.

## A

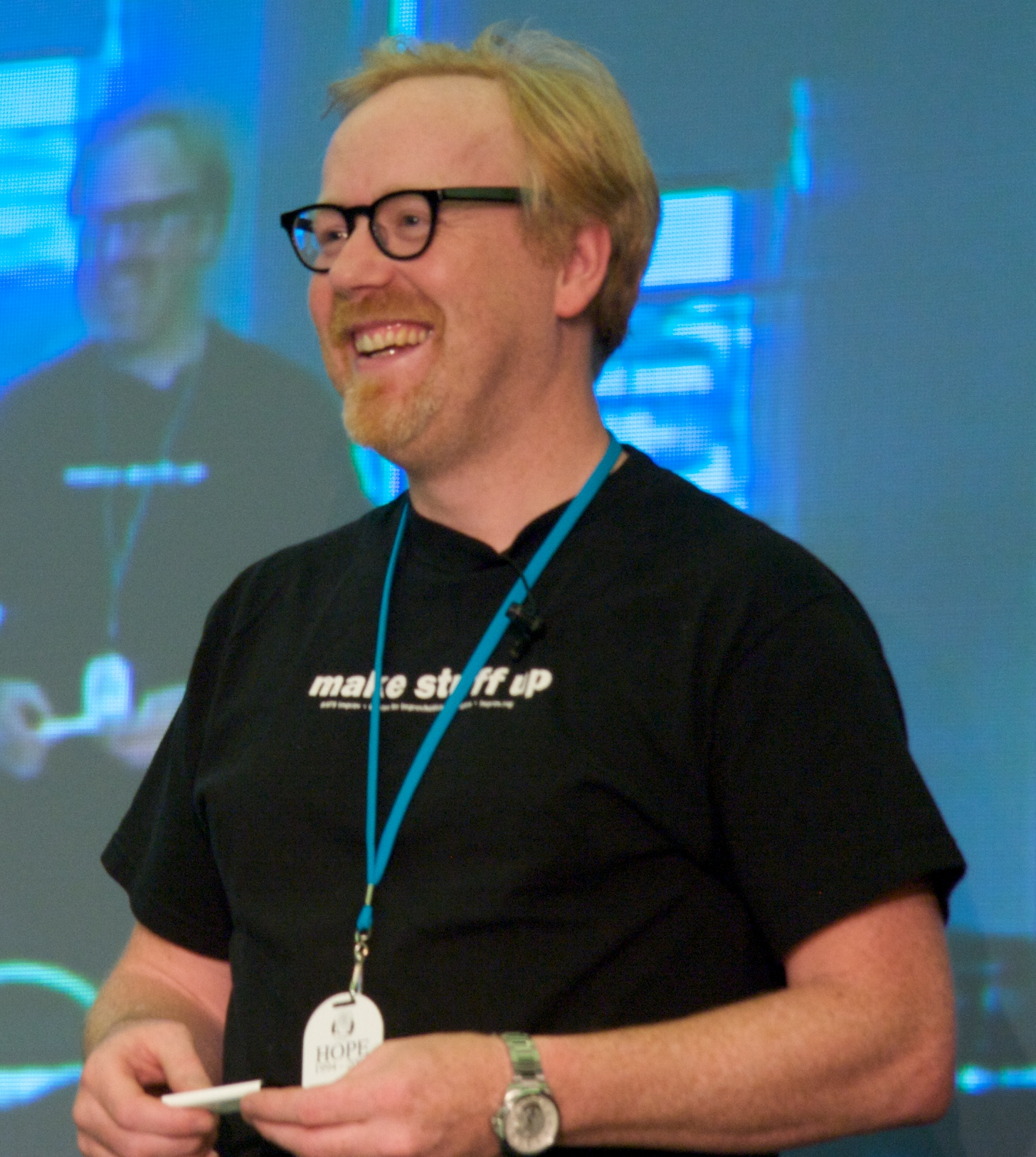
Adam Savage, idealizador e apresentador do programa Mythbusters.

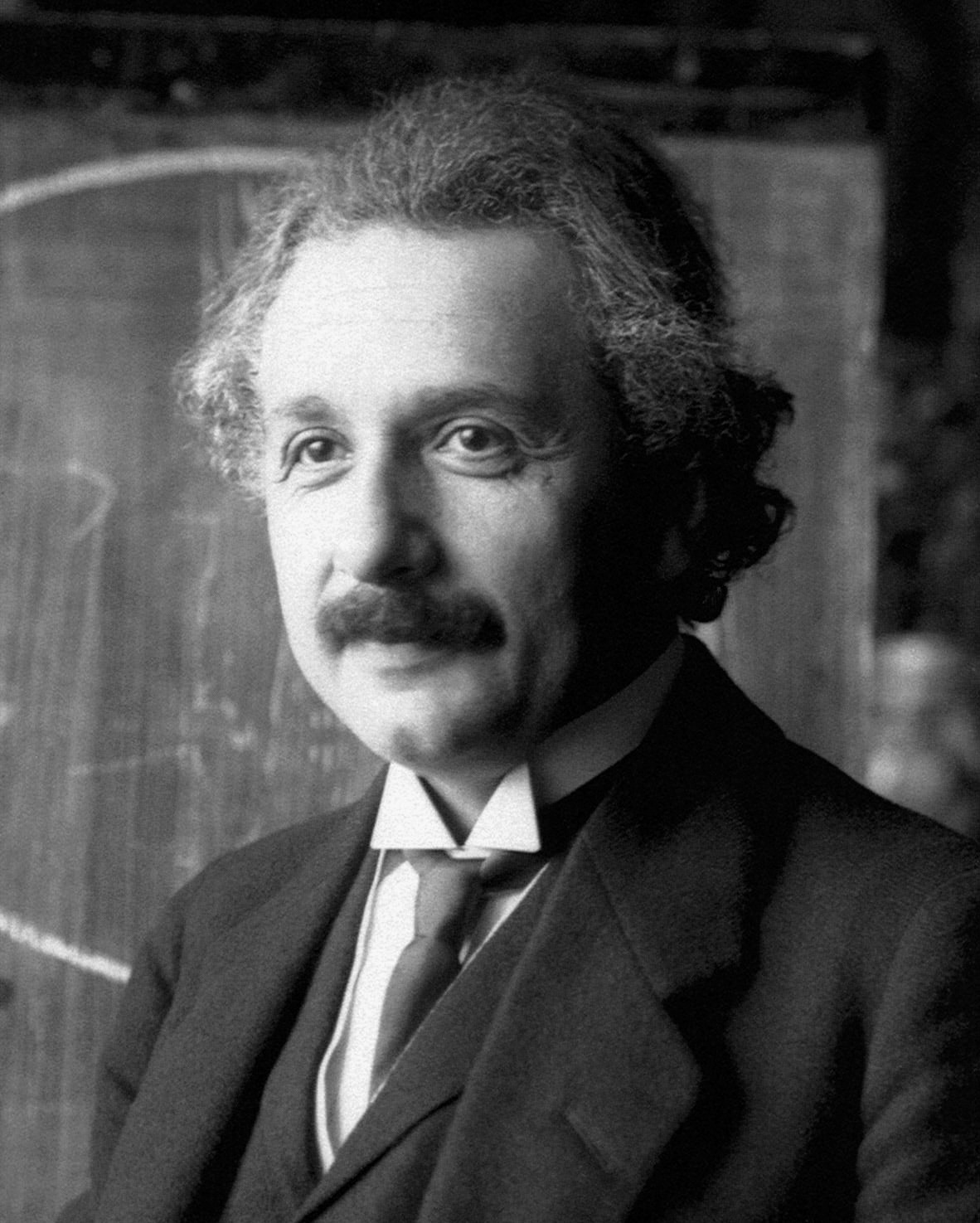
Albert Einstein, físico alemão.

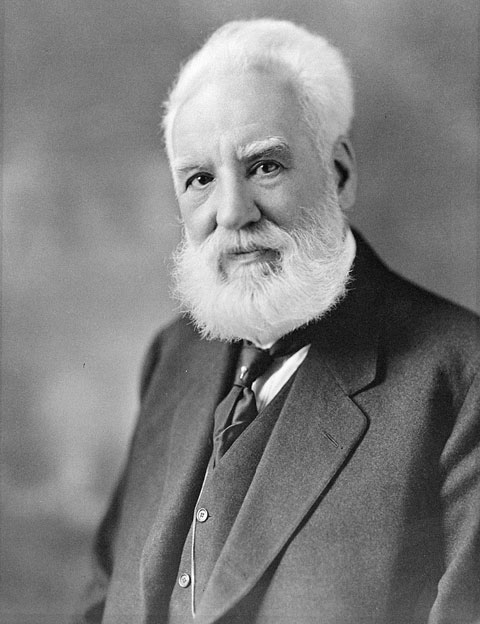
Alexander Graham Bell, cientista, inventor e empresário escocês.

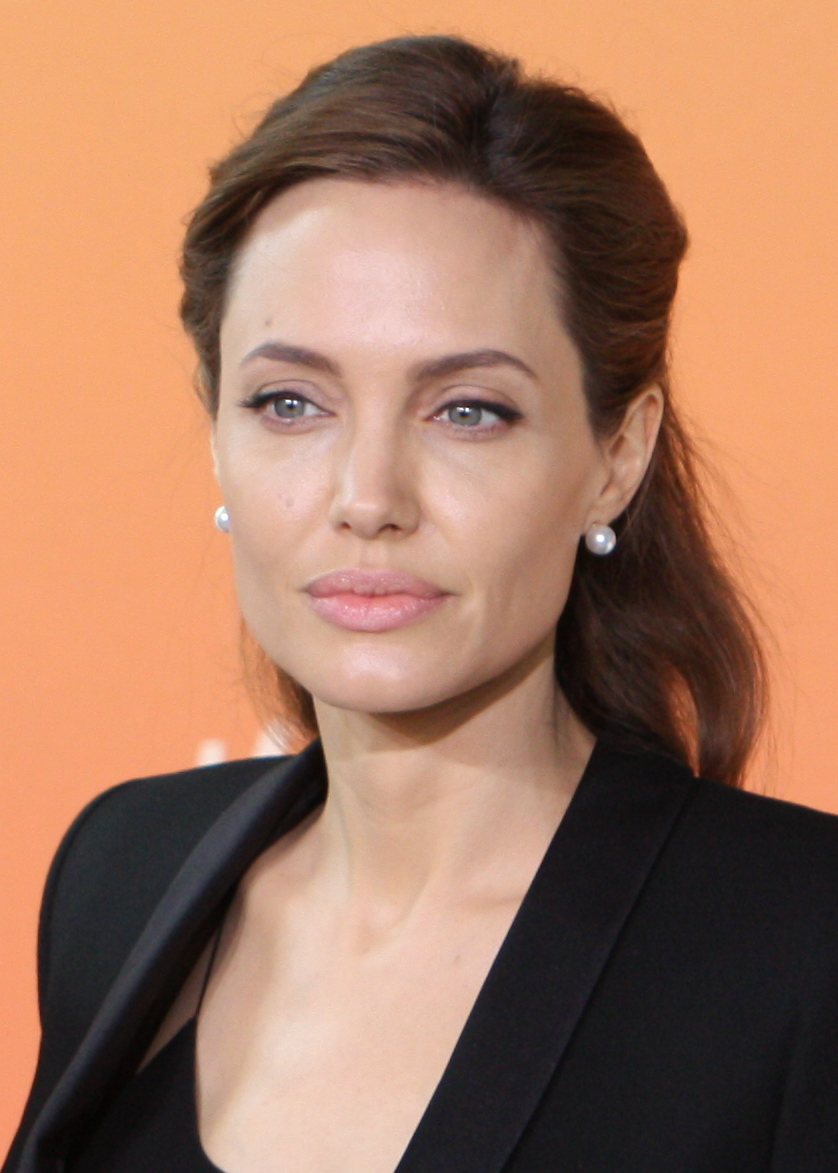
Angelina Jolie, atriz, produtora e diretora estadunidense.

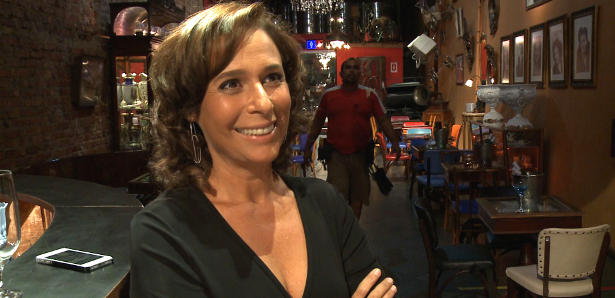
Andréa Beltrão, atriz e produtora brasileira.

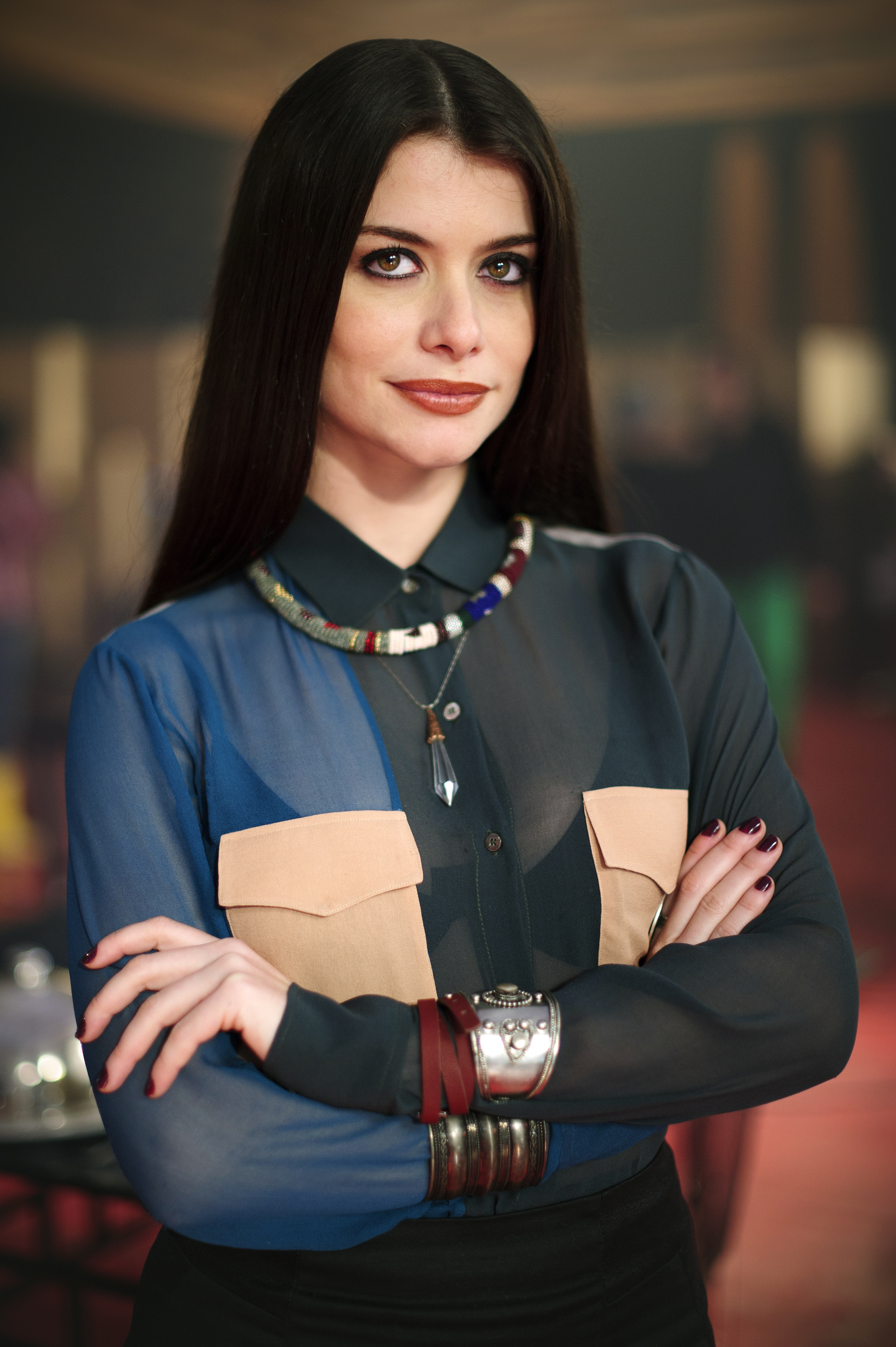
Alinne Moraes, atriz e modelo brasileira.

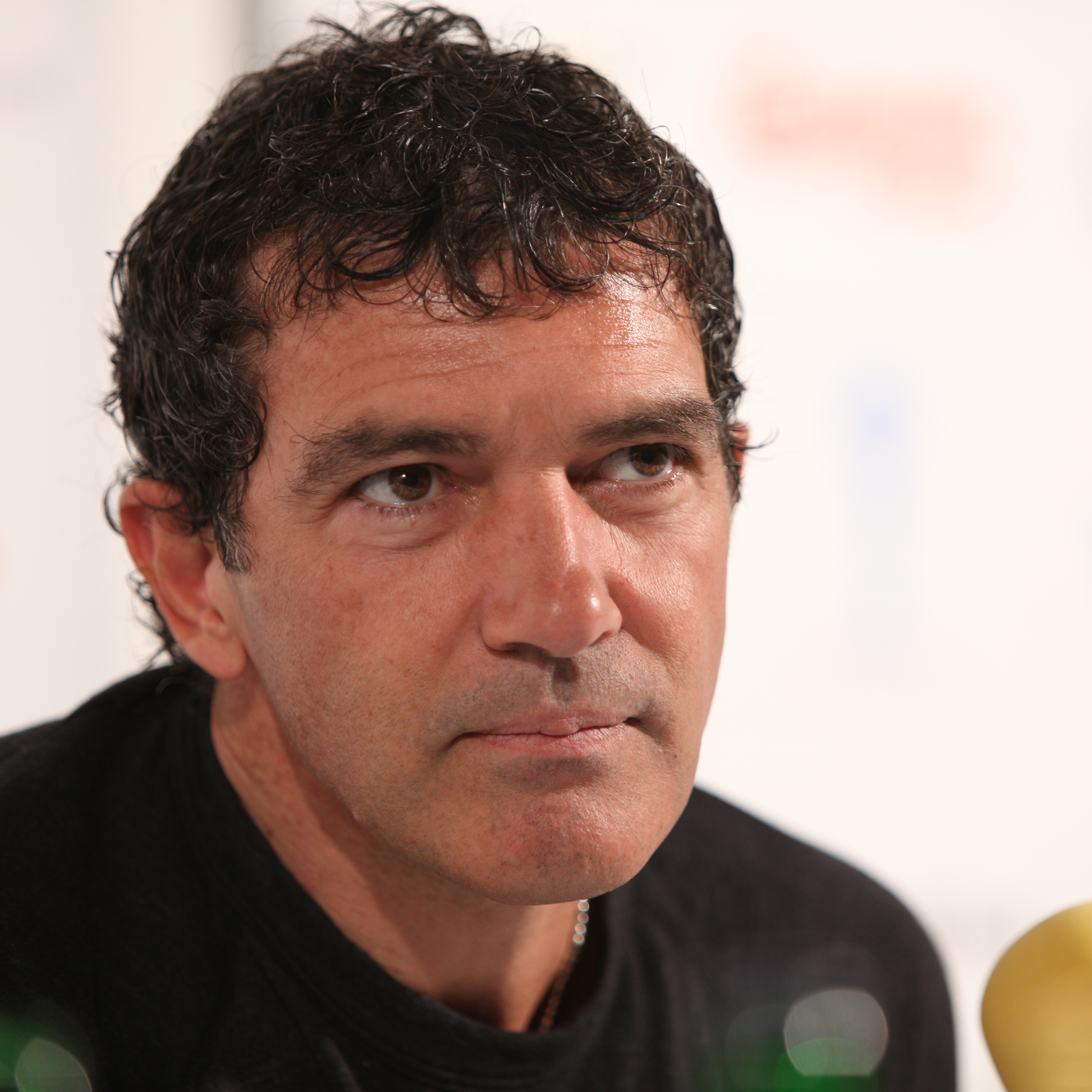
Antonio Banderas, ator, produtor, cantor e diretor espanhol de cinema.

Arthur Schopenhauer, filósofo alemão.

- A. C. Grayling[1]
- Aaron Copland[2][3]
- Aaron Swartz[4]
- Abdul Rashid Dostum[5]
- Abhay Vasant Ashtekar[6]
- Abraham Maslow[7]
- Adam Carolla[8]
- Adam Kokesh[9]
- Adam Savage[10]
- Al Stewart[11]
- Alain de Botton[12]
- Alan Cumming[13]
- Alan Guth[14]
- Alan Sokal[15]
- Alan Turing[16][17]
- Albert A. Michelson[18][19][20]
- Albert Camus[21][22]
- Albert Einstein[23][24][25][26]
- Albert Ellis[27][28]
- Aldous Huxley[29]
- Alejandro Amenábar[30]
- Alejandro Jodorowsky[31]
- Aleksander Kwaśniewski[32]
- Aleksandr Lukashenko[33]
- Aleksandr Oparin[34][35][36]
- Alex Garland[37]
- Alex Lifeson[38]
- Alexander Berkman[39][40]
- Alexander Erwin[41]
- Alexander Graham Bell[42][43]
- Alexander Kapranos[44]
- Alexander McQueen[45]
- Alfred Hrdlicka[46]
- Alfred Jules Ayer[47][48]
- Alfred Kinsey[49][50]
- Alfred Nobel[51]
- Alfred Russel Wallace[52]
- Alfred Tarski[53]
- Alinne Moraes[54]
- Álvares de Azevedo[55]
- Amber Heard[56]
- Anatole France[57][58][59]
- André Breton[60]
- André Comte-Sponville[61][62]
- Andréa Beltrão[63]
- Andrei Markov[64][65]
- Andrei Sakharov[66][67][68]
- Andrew Huxley[69]
- Andy Partridge[70]
- Andy McKee[71]
- Andy Richter[72]
- Andy Rooney[73]
- Andy Serkis[74]
- Angela Gossow[75]
- Angelina Jolie[76]
- Ani DiFranco[77]
- Anne Rice[78]
- Annie Lennox[79]
- Annie Wood Besant[80]
- Anton Rubinstein[81]
- Anton Tchecov[82]
- Antonin Artaud[83]
- Antônio Abujamra[84][85]
- Antonio Banderas[86]
- Antonio Candido[87]
- Antonio Cicero[88]
- António Costa[89]
- Antônio Fagundes[90]
- Antonio Gramsci[91][92]
- Aram Khachaturian[93][94]
- Ariane Sherine[95]
- Aristófanes[96]
- Arnaldo Jabor[97]
- Arnaud Denjoy[98]
- Arthur C. Clarke[99]
- Arthur Conan Doyle[100][101][102]
- Arthur George Tansley[103]
- Arthur Miller[104]
- Arthur Moledo do Val[105]
- Arthur Schopenhauer[106][107][108][109]
- Arundhati Roy[110]
- Asia Carrera[111]
- August Kekulé[112][113]
- Auguste Comte[114][115][116][117]
- Augusto dos Anjos[118][119][120]
- Ayaan Hirsi Ali[121]
- Ayn Rand[17][122][123]

## B

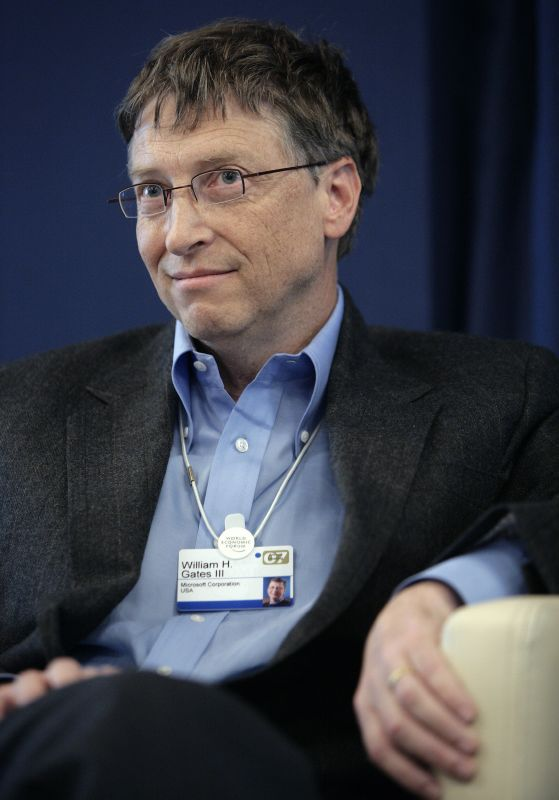
Bill Gates, empresário estadunidense co-fundador da Microsoft.

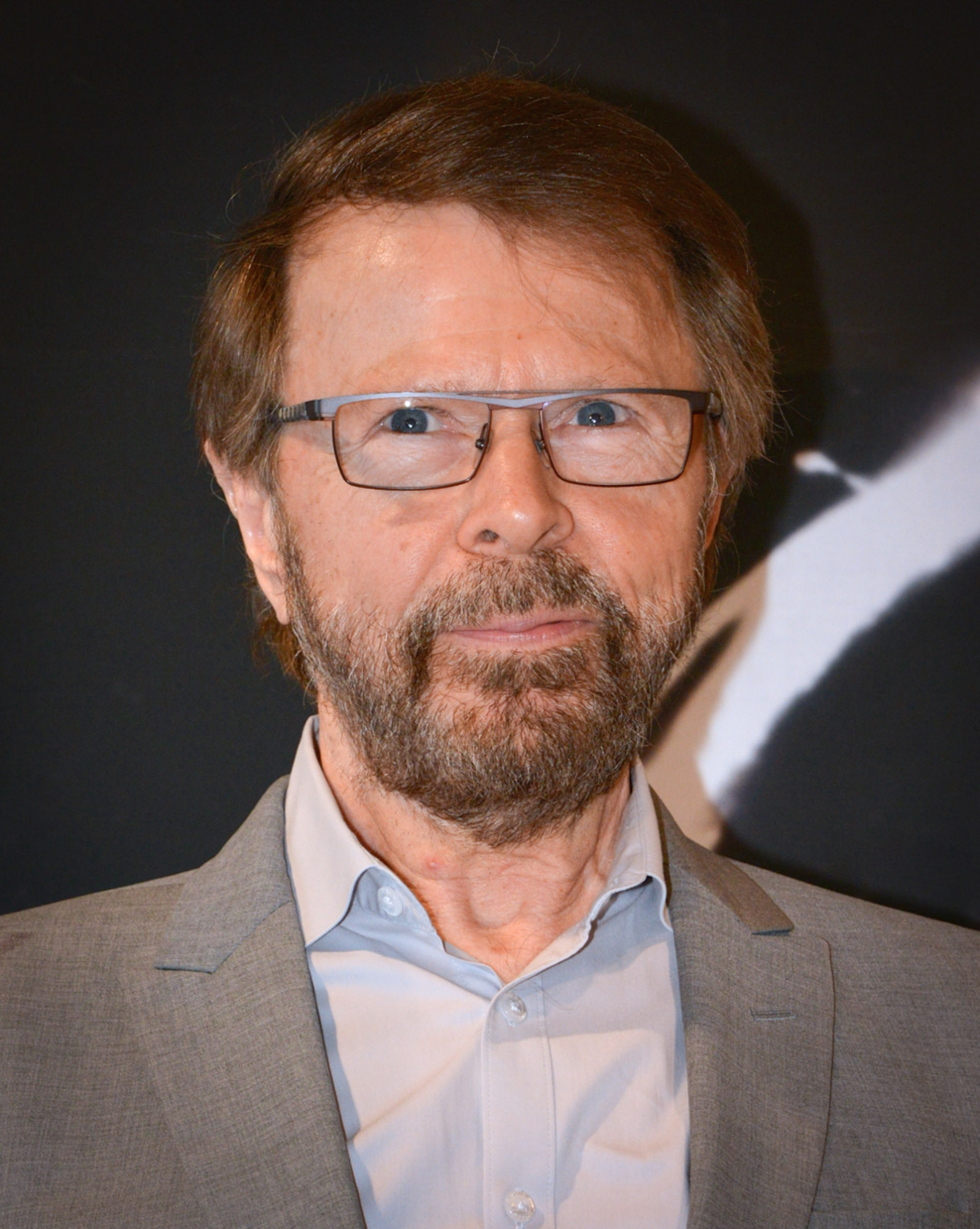
Björn Ulvaeus, músico e compositor sueco membro do ABBA.

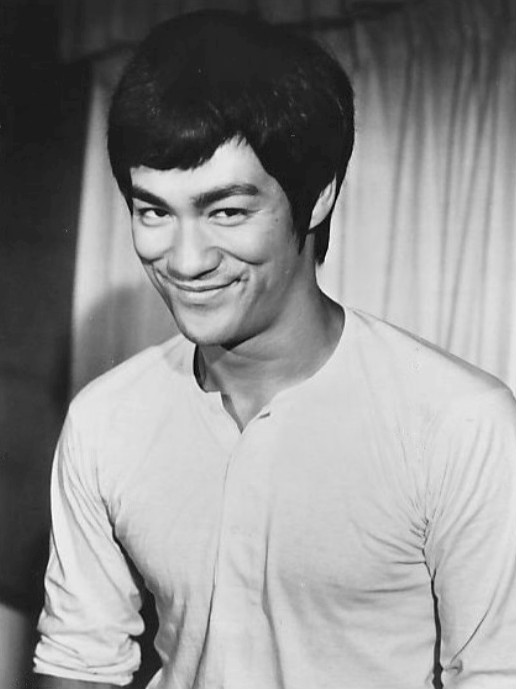
Bruce Lee, lutador e ator sino-estadunidense.

- B. F. Skinner[124][125]
- Babá[126]
- Barack Obama, Sr.[127]
- Baruch Espinoza[128][129]
- Bart Ehrman[130]
- Béla Bartók[131]
- Ben Elton[132][133]
- Benjamin Britten[134][135][136][137]
- Bernard Williams[138]
- Bertolt Brecht[139]
- Bertrand Russell[17][140][141][142]
- Bill Gates[143]
- Bill Maher[144][145]
- Bill Nye[146][147]
- Billy Connolly[148]
- Billy Crystal[149]
- Billy Joel[150]
- Björn Ulvaeus[151][152]
- Björk[153][154]
- Bob Geldof[155][156][157]
- Bob Hoskins[158]
- Boris Sidis[159]
- Brian Baker[160]
- Brian Cox[161][162]
- Brian Eno[163]
- Brian Greene[164]
- Brian May[165]
- Brigid Brophy[166]
- Bruce Lee[167][168]
- Bruno Bauer[169]
- Burt Lancaster[170]
- Butterfly McQueen[171]

## C

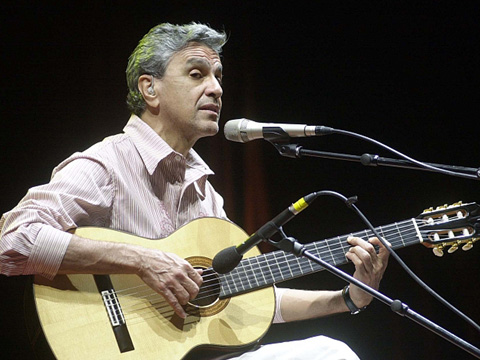
Caetano Veloso, compositor e cantor brasileiro.

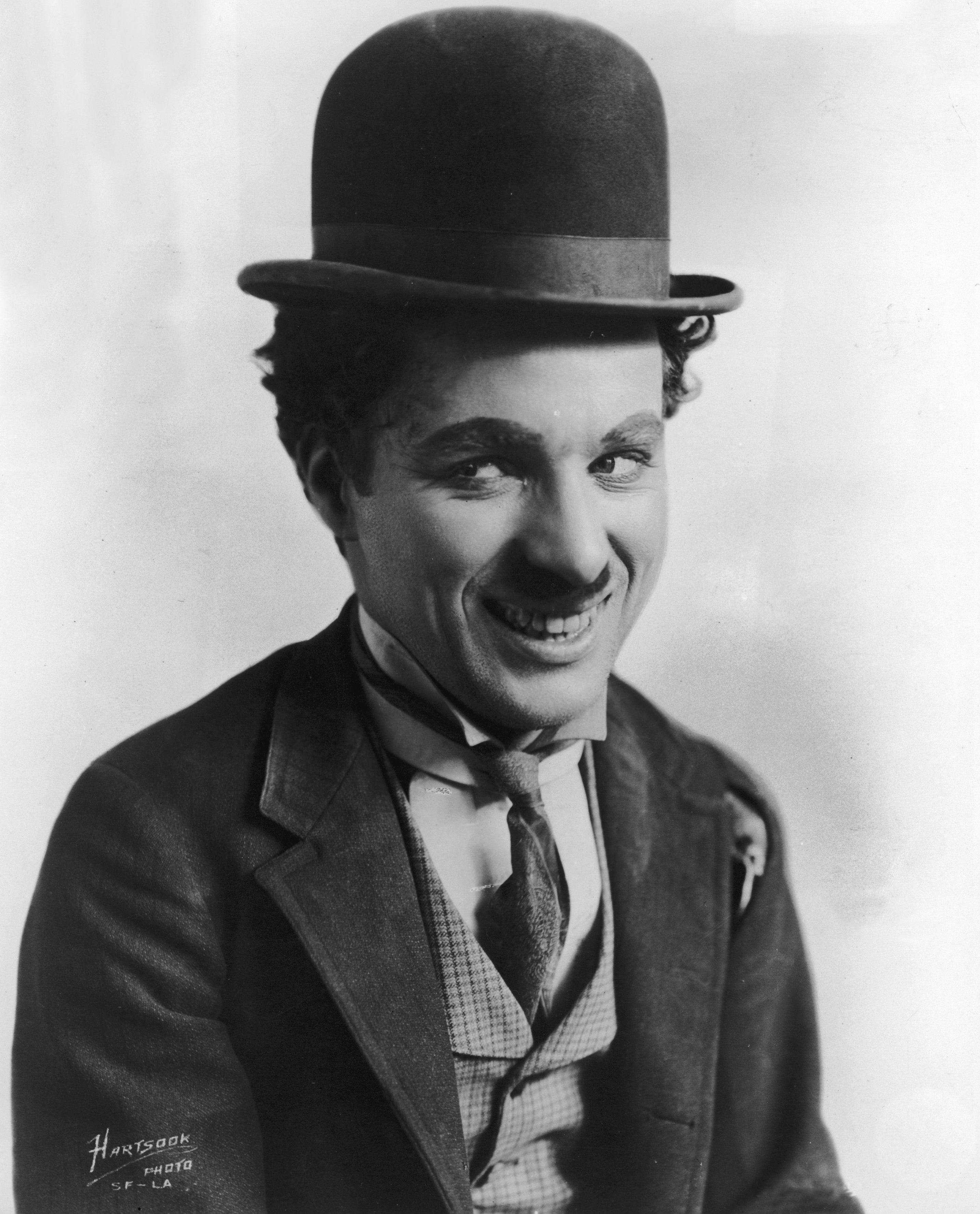
Charles Chaplin, ator, diretor, roteirista e compositor inglês.

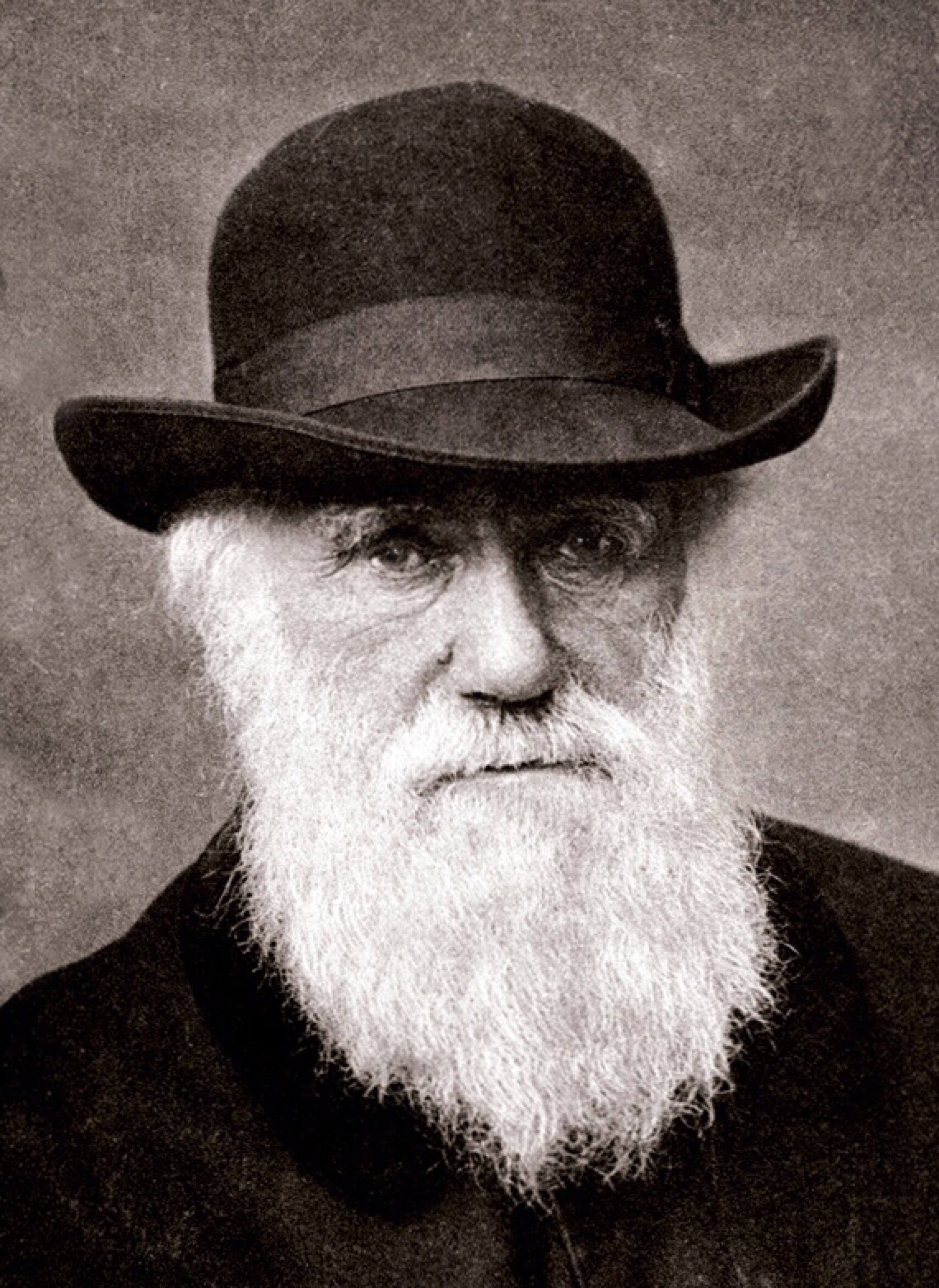
Charles Darwin, naturalista e geólogo inglês.

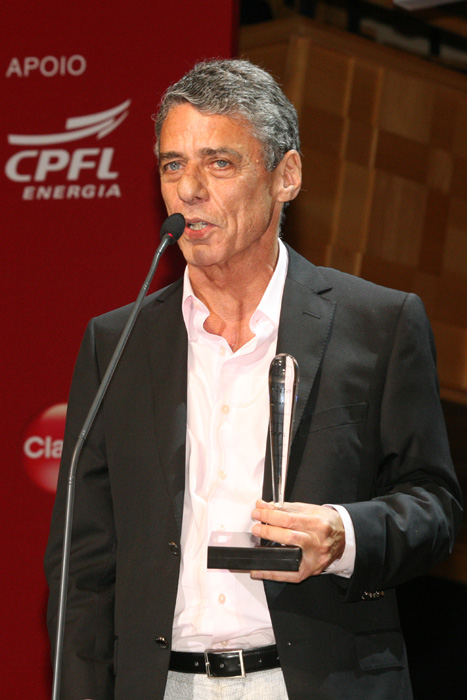
Chico Buarque, músico, compositor e cantor brasileiro

- C. V. Raman[172][173]
- Caetano Veloso[174][175][176]
- Cândido Portinari[62][177]
- Camila Pitanga[178][179]
- Camille Paglia[180]
- Camille Saint-Saëns[181][182][183]
- Calvin Bridges[184]
- Carl Rogers[125]
- Carl Sagan[185][186]
- Carlos Drummond de Andrade[187][188][189]
- Carlos Heitor Cony[190][191][192][193][194][195][196]
- Carlos Lyra[197]
- Carlos Marighella[198][199][200]
- Carrie Fisher[201]
- Cássia Eller[202]
- Cauê Moura[203]
- Cazé Peçanha[204]
- Cenk Uygur[205][206]
- César Lattes[207]
- Cesare Lombroso[208][209][210][211][212]
- Charles Baudelaire[213]
- Charles Bradlaugh[214]
- Charles Bukowski[215]
- Charles Chaplin[216][217]
- Charles Darwin[218][219]
- Charles Henry Bennett[220]
- Chico Anysio[221]
- Chico Buarque[176][222][223]
- Chris Pine[224]
- Christer Fuglesang[225]
- Christian Bohr[226]
- Christopher Hitchens[227][228]
- Christopher Marlowe[229][230][231][232][233]
- Christopher Reeve[234]
- Chuang Tzu[235]
- Cillian Murphy[236][237]
- Clare Daly[238]
- Clarence Darrow[239][240]
- Clarice Falcão[241]
- Clark Adams[242]
- Claude Bernard[243]
- Claude Berthollet[244]
- Claude Lévi-Strauss[245]
- Claude Monet[246][247]
- Claude Shannon[248]
- Clint Eastwood[249]
- Colin McGinn[250]
- Confúcio[251][252][253][254]
- Corliss Lamont[255][256][257]
- Craig Venter[258]
- Crítias[259][260]

## D
- Dan Barker[261]
- Dana White[262]
- Daniel Craig[263]
- Daniel Day-Lewis[264]
- Daniel Dennett[228][265]
- Daniel Radcliffe[266]
- Daniel Everett[267]
- Danton Mello[268]
- Darcy Ribeiro[269][270][271]
- Dario Fo[272]
- Dave Matthews[273][274]
- David Attenborough[275]
- David Ben-Gurion[276][277][278]
- David Bowie[279][280][281]
- David Chalmers[282]
- David Cross[283]
- David D. Friedman[284]
- David Deutsch[285]
- David Gilmour[286]
- David Hilbert[287][288][289][290]
- David Hume[291][292][293][294][295]
- David Starkey[296][297]
- David Suzuki[298]
- Deborah Evelyn[299]
- Décio Pignatari[300]
- Demócrito[301][302]
- Denis Diderot[303][304][305]
- Dercy Gonçalves[306]
- Derek de Solla Price[307]
- Desmond Morris[308][309]
- Diágoras de Melos[17][310][311]
- Diane Keaton[312]
- Dias Gomes[313][314][315]
- Diego Rivera[316]
- Dick Cavett[317]
- Dilma Rousseff[318][319]
- Dinho Ouro Preto[320]
- Diogo Mainardi[321][322]

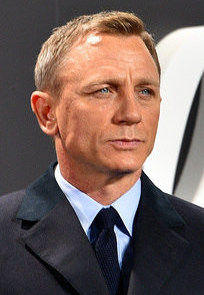
Daniel Craig, ator inglês.

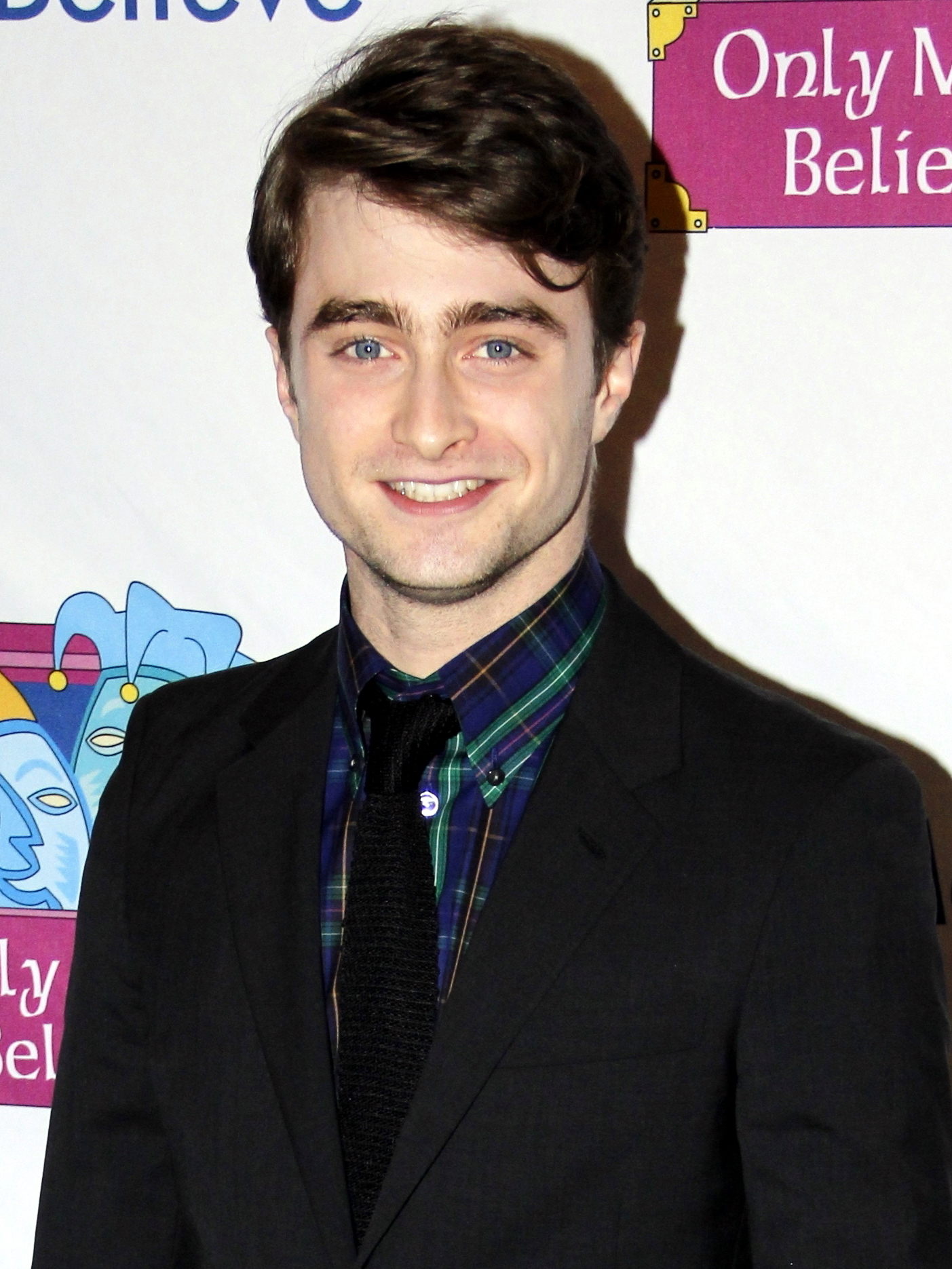
Daniel Radcliffe, ator inglês.

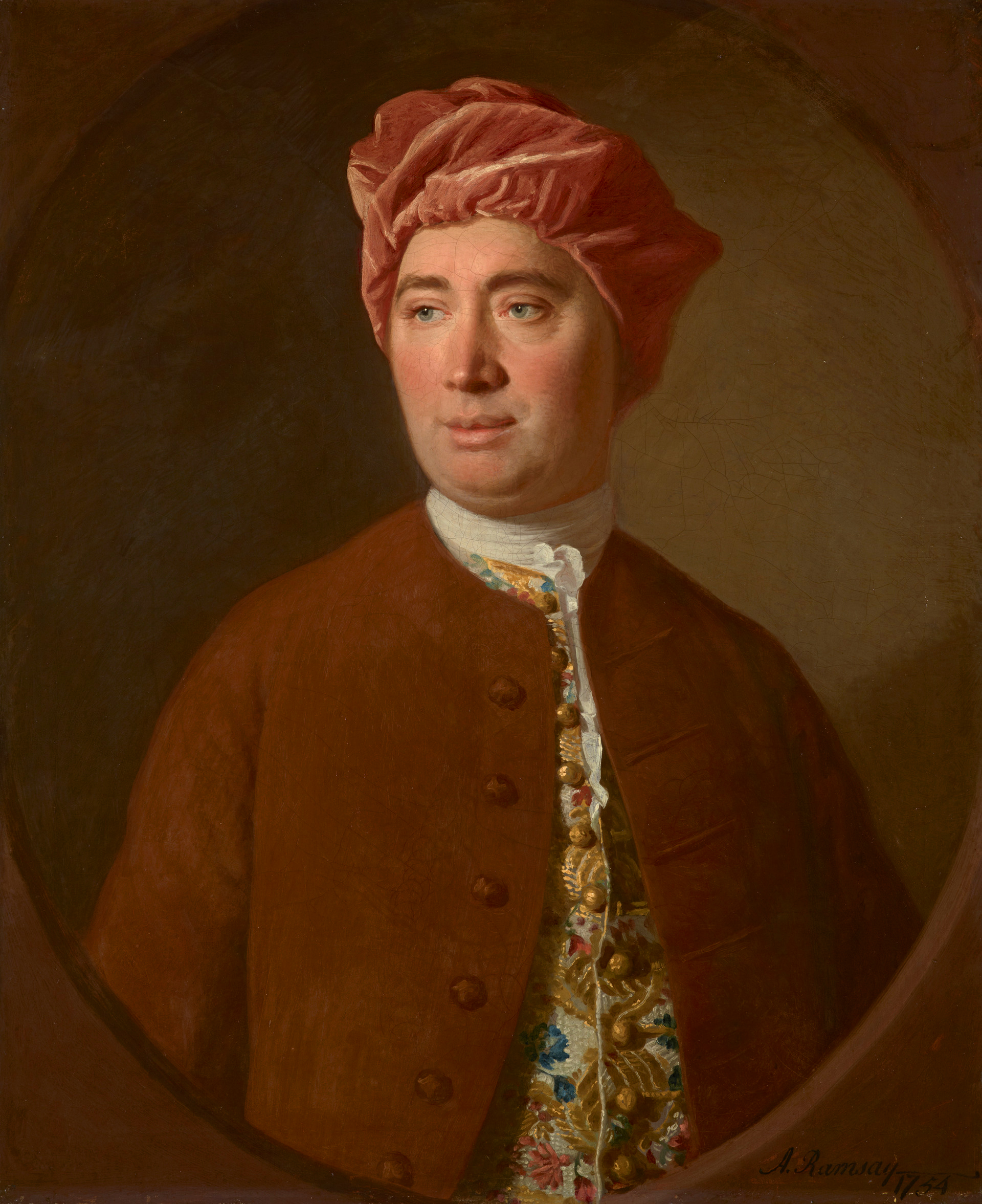
David Hume, filósofo, historiador e ensaísta escocês

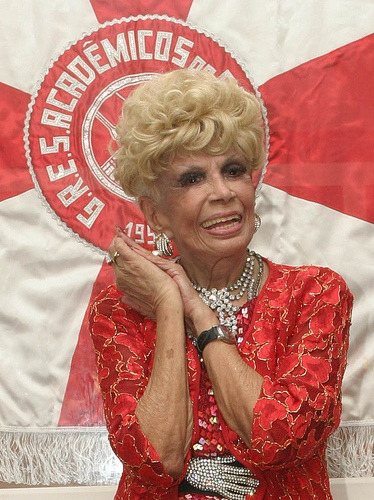
Dercy Gonçalves, atriz brasileira.

- Donatien Alphonse François de Sade, Marquês de Sade[323][324]
- Douglas Adams[325]
- Douglas Murray[326]
- Drauzio Varella[327][328]
- Dmitri Shostakovich[329]

## E

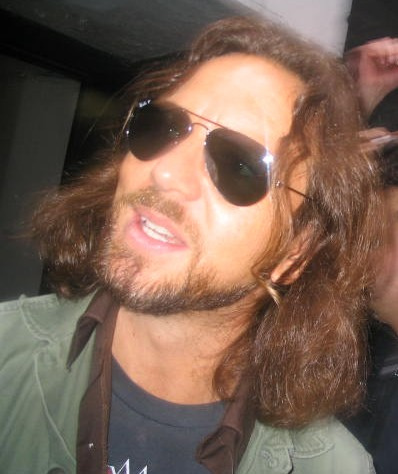
Eddie Vedder, cantor e músico estadunidense.

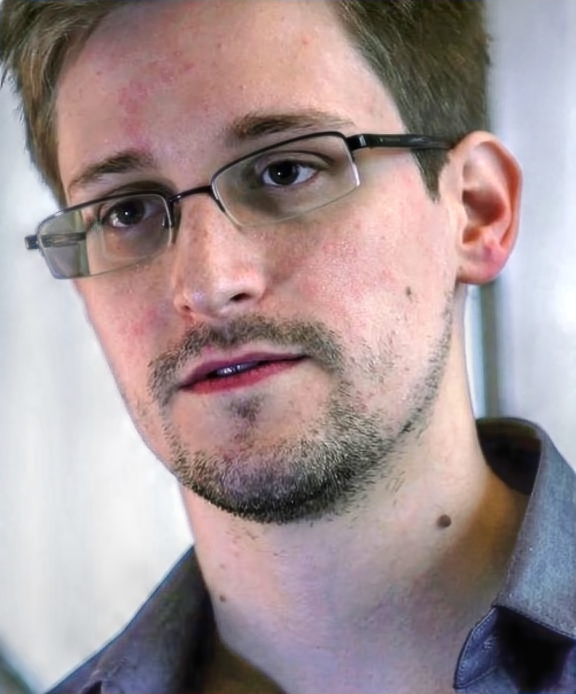
Edward Snowden, analista de sistemas estadunidense, ex-funcionário da CIA.

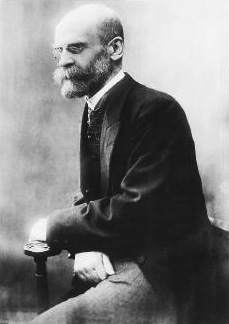
Émile Durkheim, sociólogo, psicólogo social e filósofo francês.

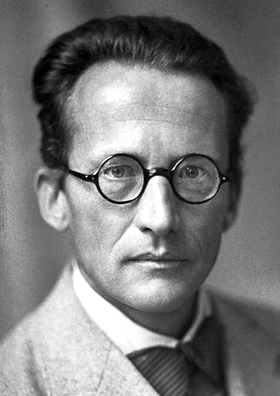
Erwin Schrödinger, físico austríaco.

- Eddie Izzard[330]
- Eddie Vedder[331]
- Edgar Morin[332][333]
- Edgard Leuenroth[334]
- Edgard Varèse[335]
- Edmond Halley[336]
- Edmund Husserl[337]
- Eduardo Galeano[338][339]
- Edvard Munch[340][341][342]
- Edward Battersby Bailey[343]
- Edward Snowden[344]
- Edwin Hubble[345][346]
- Elliot Page[347]
- Eliane Brum[348]
- Emil Cioran[349]
- Emil du Bois-Reymond[350]
- Émile Durkheim[351][352][353][354]
- Émile Zola[355][356][357]
- Emile Zuckerkandl[358]
- Emily Deschanel[359]
- Emma Goldman[360]
- Emma Thompson[361]
- Empédocles[362][363][364][365]
- Enrico Fermi[366][367]
- Epicuro[301]
- Erasmo Carlos[368]
- Eric Ambler[369]
- Eric Idle[370]
- Eric Woolfson[371]
- Érico Veríssimo[372]
- Erich Fromm[373]
- Ernest Hemingway[374]
- Ernesto Che Guevara[375]
- Ernesto Geisel[376]
- Ernst Bloch[377]
- Ernst Mach[378][379][380]
- Ernst Mayr[381]
- Erwin Schrödinger[382][383][384][385][386][387]
- Eugène Delacroix[388]
- Eugene O'Neill[389][390]
- Eugene Paul Wigner[391]
- Eugenie Scott[392]
- Evêmero[393]

## F
- Fábio Pannunzio[394][395]
- Fábio Porchat[396][397]
- Felipe Neto[398]
- Felix Kjellberg (PewDiePie)[399]
- Fernando Alonso[400]
- Fernando Henrique Cardoso[401]
- Fernando Pessoa[402][403][404][405][406][407]
- Ferreira Gullar[408][409]
- Ferréz[410]
- Ferruccio Busoni[411]
- Flávio Migliaccio[412]
- Francis Crick[413][414][415][416][417][418][419]
- Francis Galton[420][421][422][423]

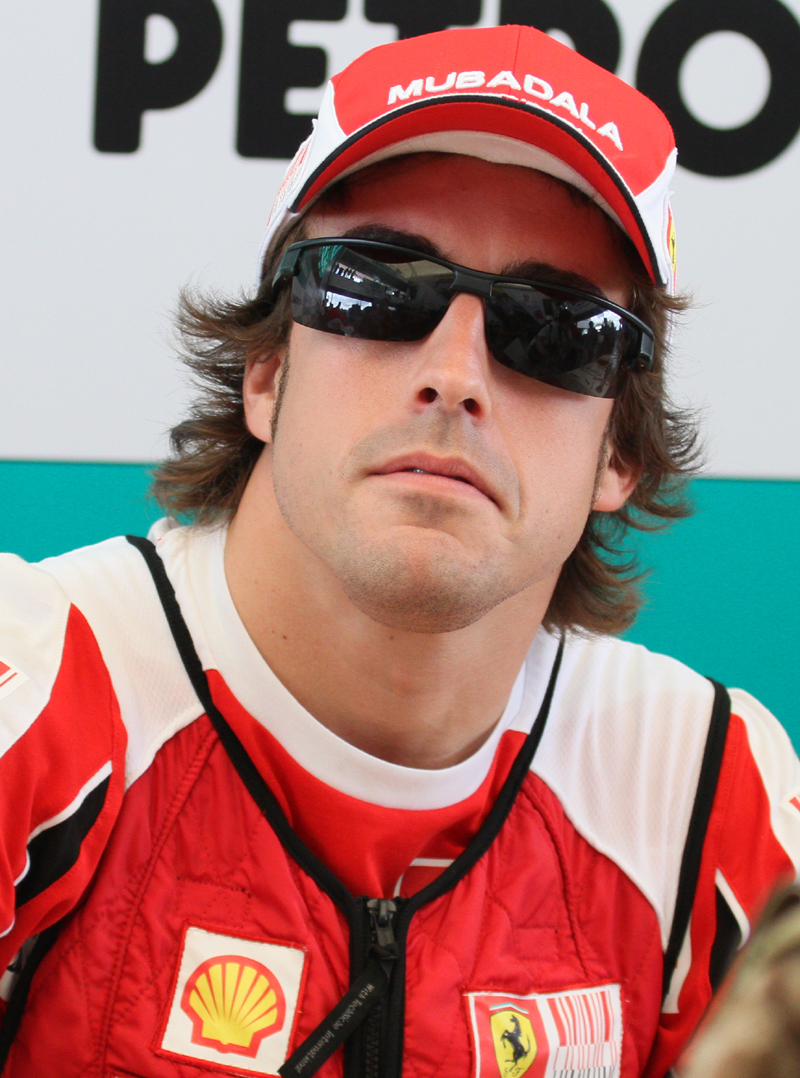
Fernando Alonso, bicampeão de Fórmula 1.

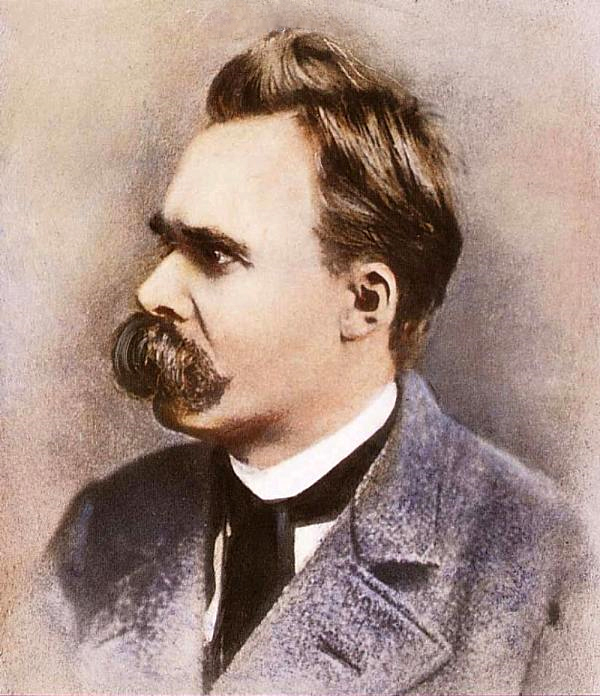
Friedrich Nietzsche, filósofo alemão.

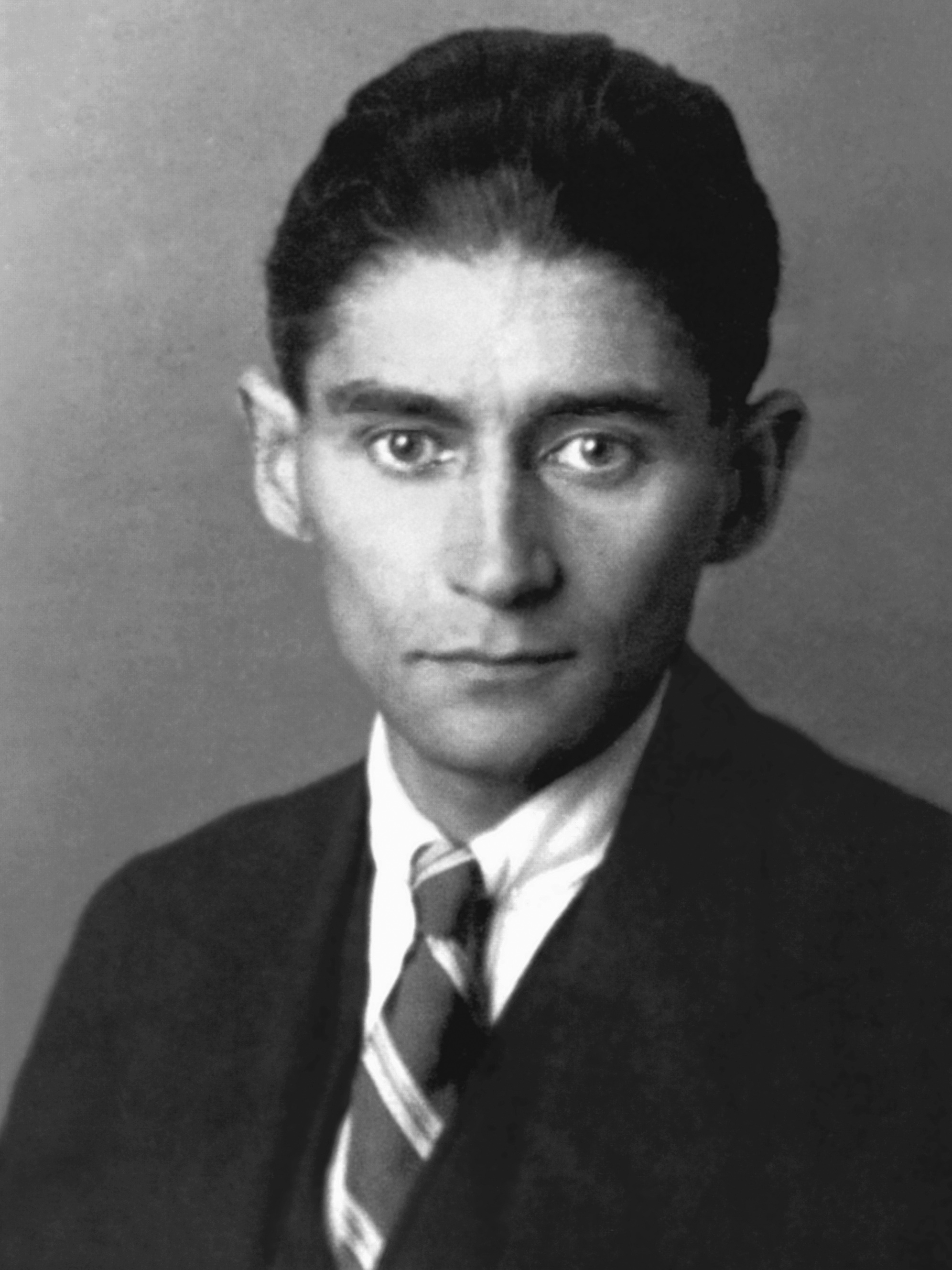
Franz Kafka, escritor boêmio.

- Francis Henri Jean Siegfried Perrin[424]
- Francisco Bosco[425]
- François Arago[426]
- François Hollande[427]
- François Jacob[428]
- François Truffaut[429][430]
- Frank Close[431]
- Frank Oppenheimer[432]
- Frank Plumpton Ramsey[433][434][435]
- Frank Whittle[436]
- Frank Zappa[437][438]
- Franz Kafka[439]
- Franz Schubert[440]
- Fred Hoyle[441]
- Frédéric Joliot-Curie[442][443]
- Frederick Delius[444]
- Frida Kahlo[445]
- Friedrich Engels[446][447][448]
- Friedrich Hayek[449][450]
- Friedrich Nietzsche[22][451]
- Friedrich Schleiermacher[452][453]
- Fritz Lang[454][455][456]
- Fritz Müller[457]
- Fritz Zwicky[458][459]

## G

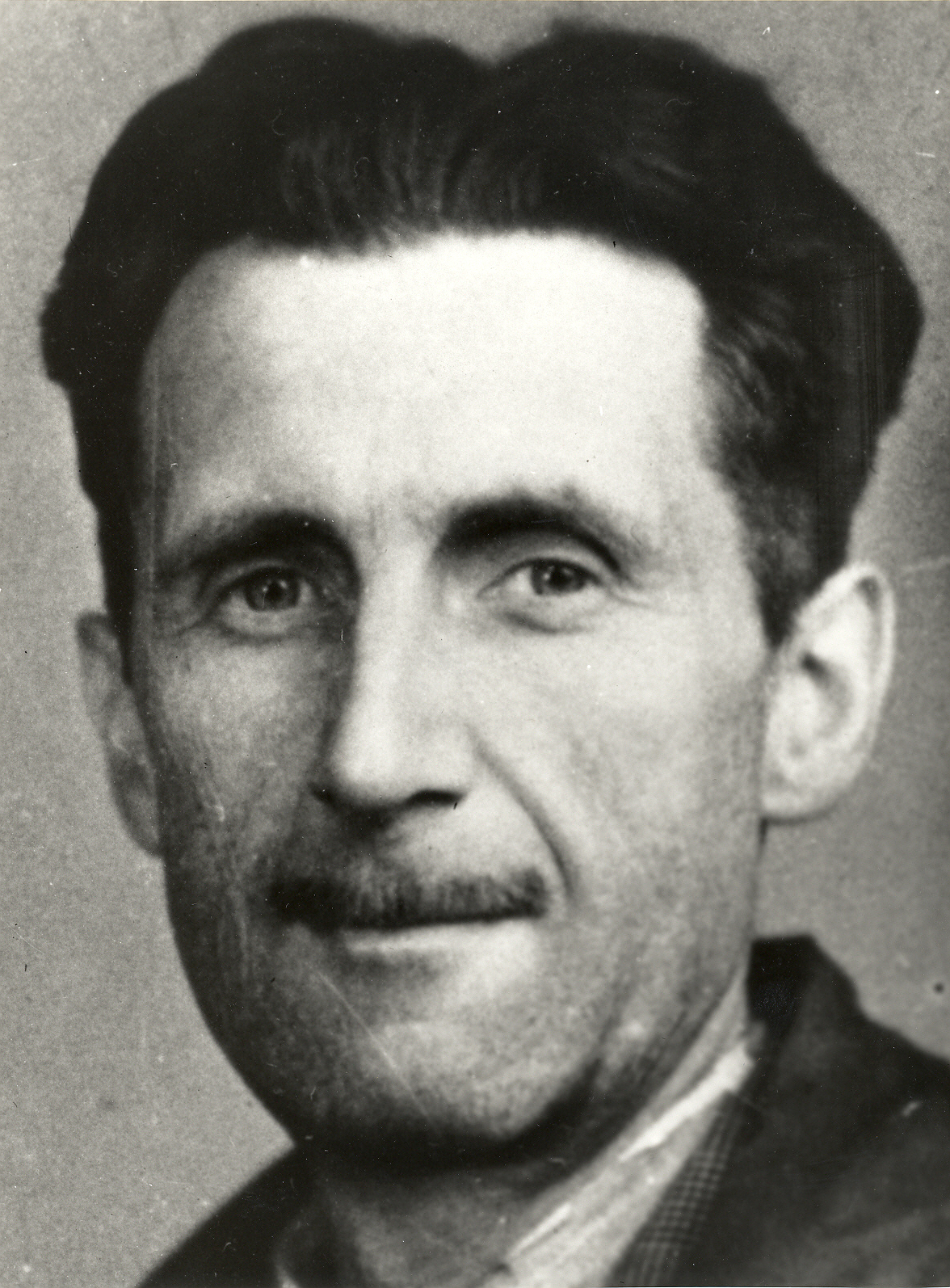
George Orwell, escritor inglês.

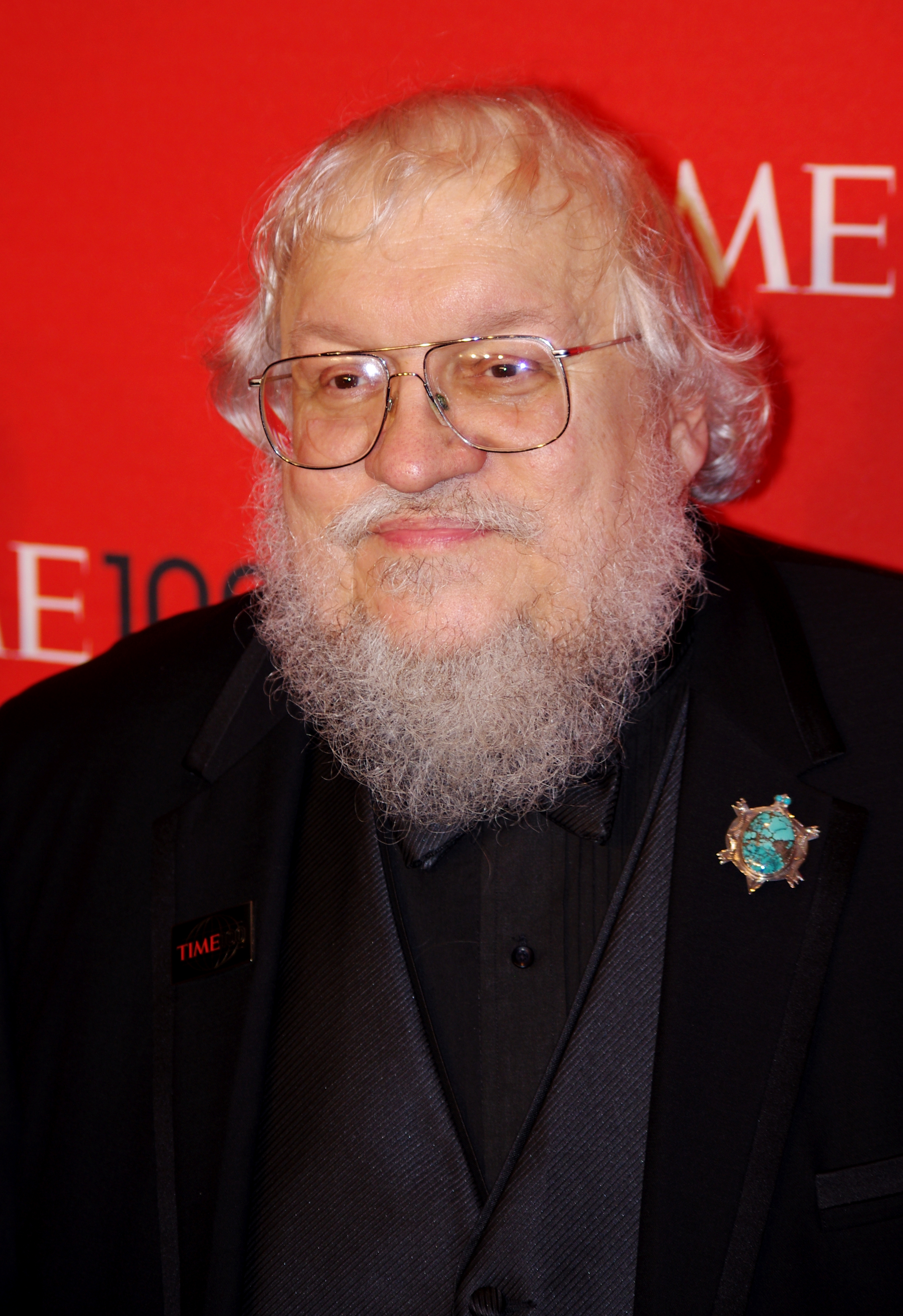
George R. R. Martin, escritor estadunidense.

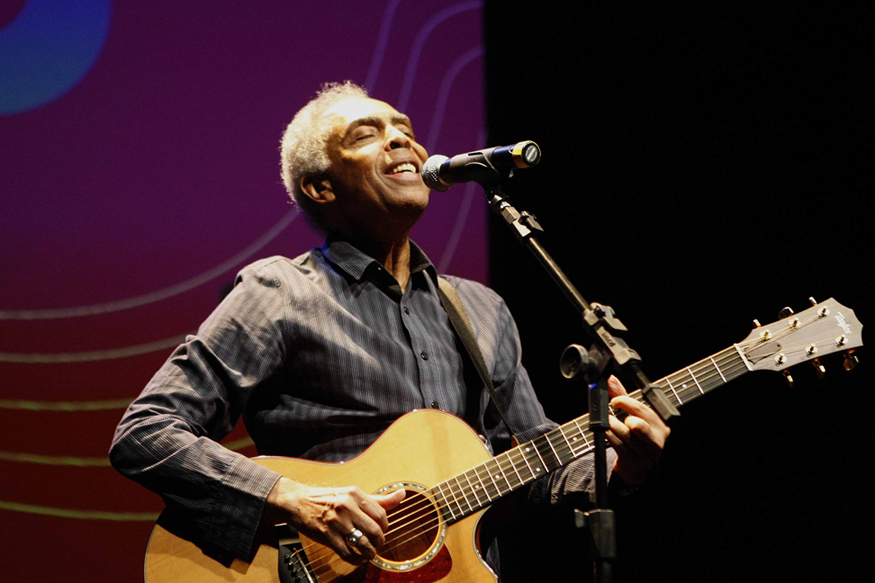
Gilberto Gil, músico, compositor e cantor brasileiro.

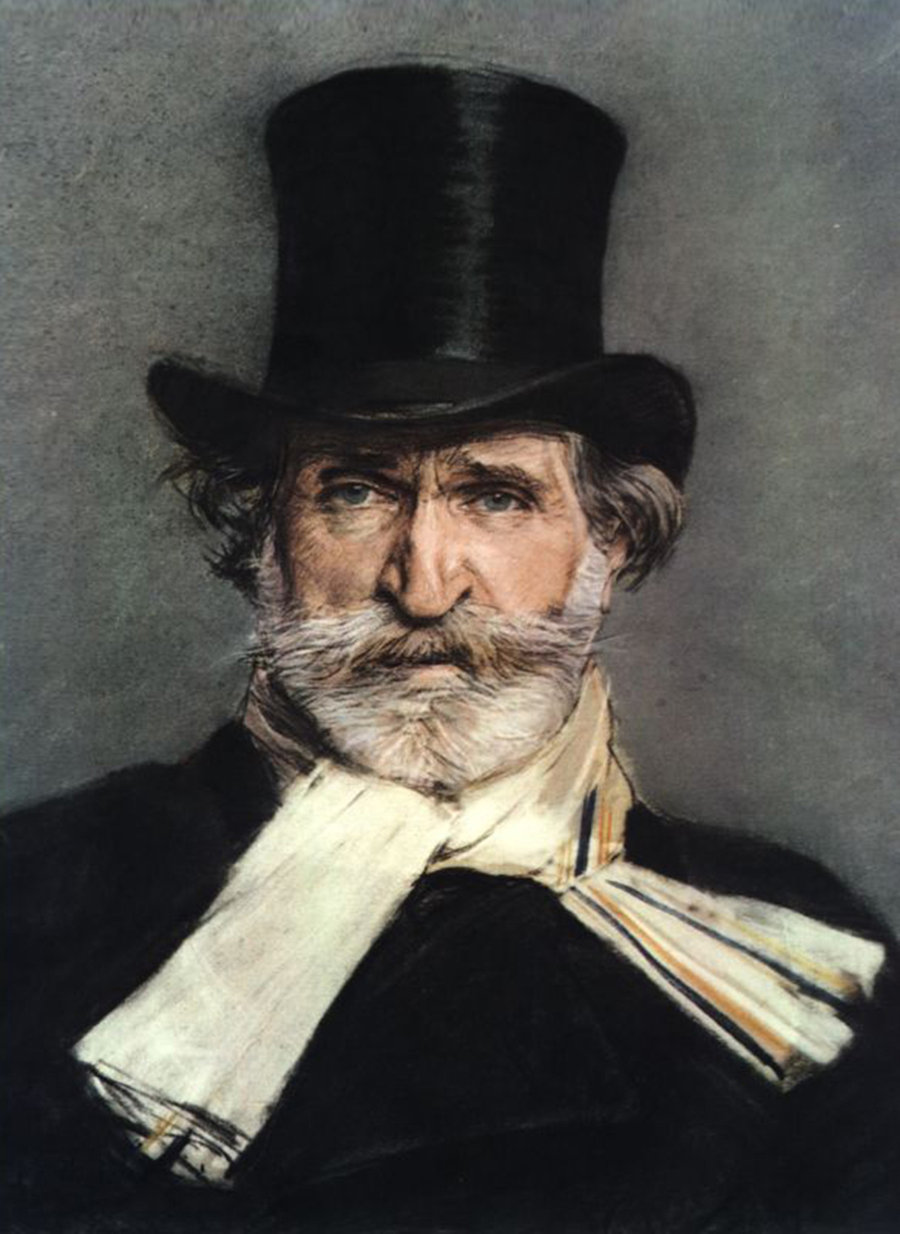
Giuseppe Verdi, compositor italiano.

- G. E. Moore[460]
- Gabriel Braga Nunes[461][462][463]
- Gabriel Fauré[464][465]
- Gael García Bernal[466]
- Gary Numan[467]
- Gaspard Monge[244][468][469]
- Geddy Lee[470]
- Gene Kelly[471]
- Gene Wilder[472]
- George Bernard Shaw[473][474][475]
- George Carlin[476][477][478]
- George Clooney[479]
- George Eliot[480][481]
- George Gamow[482][483][484][485]
- George Holyoake[486][487][488]
- George Orwell[489]
- George R. R. Martin[490]
- George Santayana[491]
- George Soros[492][493]
- Georges Bataille[494]
- Georges Bizet[495][496]
- Georges Braque[497][498]
- Georges Charpak[499]
- Georges Wolinski[500]
- Getúlio Vargas[501][502][503]
- Gilberto Gil[504][505][506][507]
- Gilles Deleuze[508][509]
- Giuseppe Verdi[510]
- Gherman Titov[511]
- Godfrey Harold Hardy[512][513]
- Gore Vidal[514][515]
- Graciliano Ramos[62][516]
- Graham Greene[517][518]
- Gregório Duvivier[519]
- Gustav Holst[520][521]
- Gustav Landauer[522]
- Gustav Mahler[523][524][525][526][527][528][529][530][531]
- Gustav Theodor Fechner[532]
- Guy Pearce[533]
- György Lukács[534]

## H

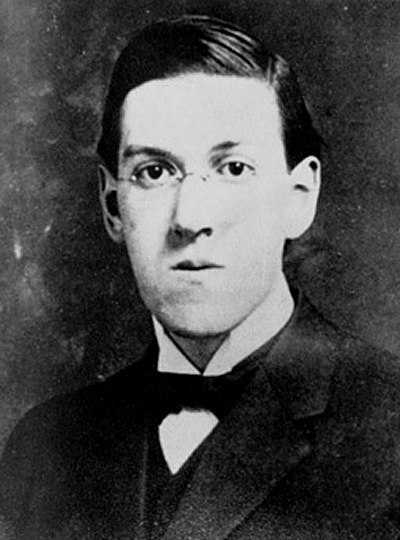
H. P. Lovecraft, escritor estadunidense.

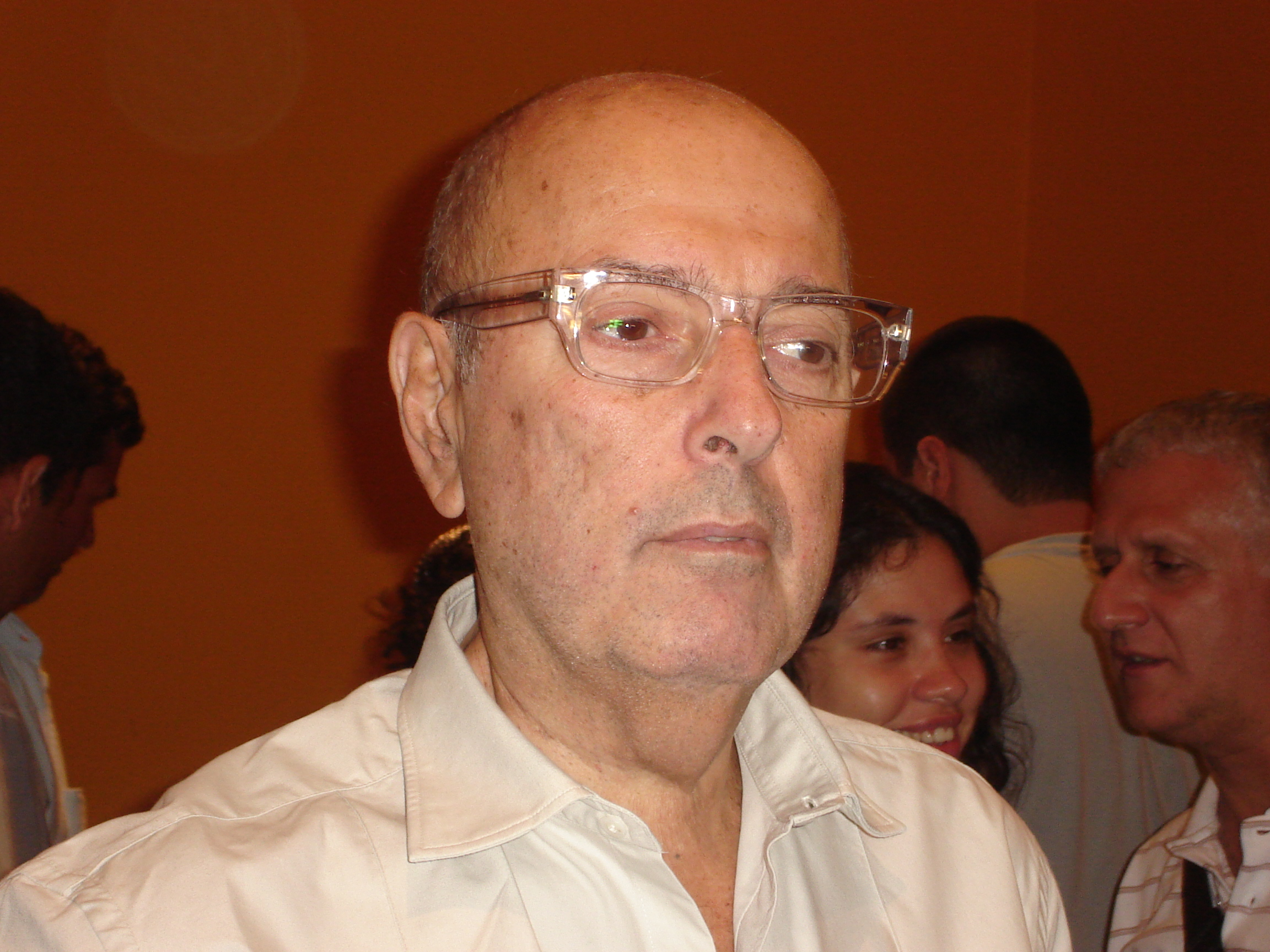
Hector Babenco, cineasta argentino-brasileiro.

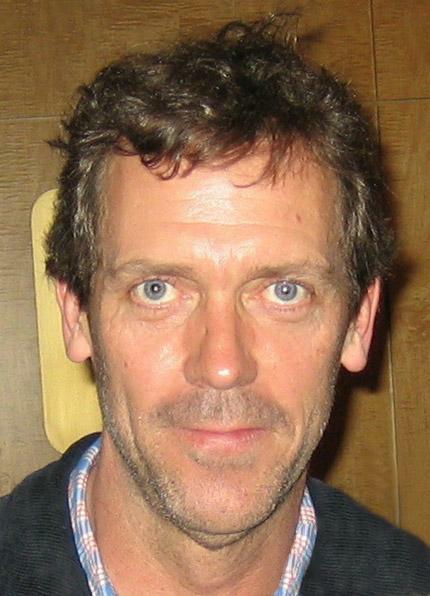
Hugh Laurie, ator, comediante e músico inglês.

- H. L. Mencken[535]
- H. P. Lovecraft[536]
- Hans Bethe[537]
- Hans Eysenck[125]
- Harold Clayton Urey[538][539]
- Harold Kroto[540]
- Haroldo de Campos[541][542][543]
- Harriet Martineau[544][545][546]
- Harry Waters[547]
- Hector Babenco[548]
- Hector Berlioz[549][550]
- Henri Matisse[551]
- Henri Poincaré[552]
- Henrik Ibsen[553]
- Henry Fonda[554]
- Helen Mirren[555]
- Hélio Schwartsman[556]
- Heráclito de Éfeso[557][558]
- Herbert Hauptman[559]
- Herbert José de Sousa (Betinho)[560][561]
- Herbert Kroemer[562]
- Herbert Simon[563]
- Herbert Spencer[422][423][564]
- Hermann Bondi[565][566]
- Hermann Muller[567]
- Hermann von Helmholtz[568][569]
- Herson Capri[570]
- Hiram Maxim[571][572]
- Howard Stern[573][574]
- Hugh Everett III[575]
- Hugh Laurie[576]
- Hugo Steinhaus[577]

## I

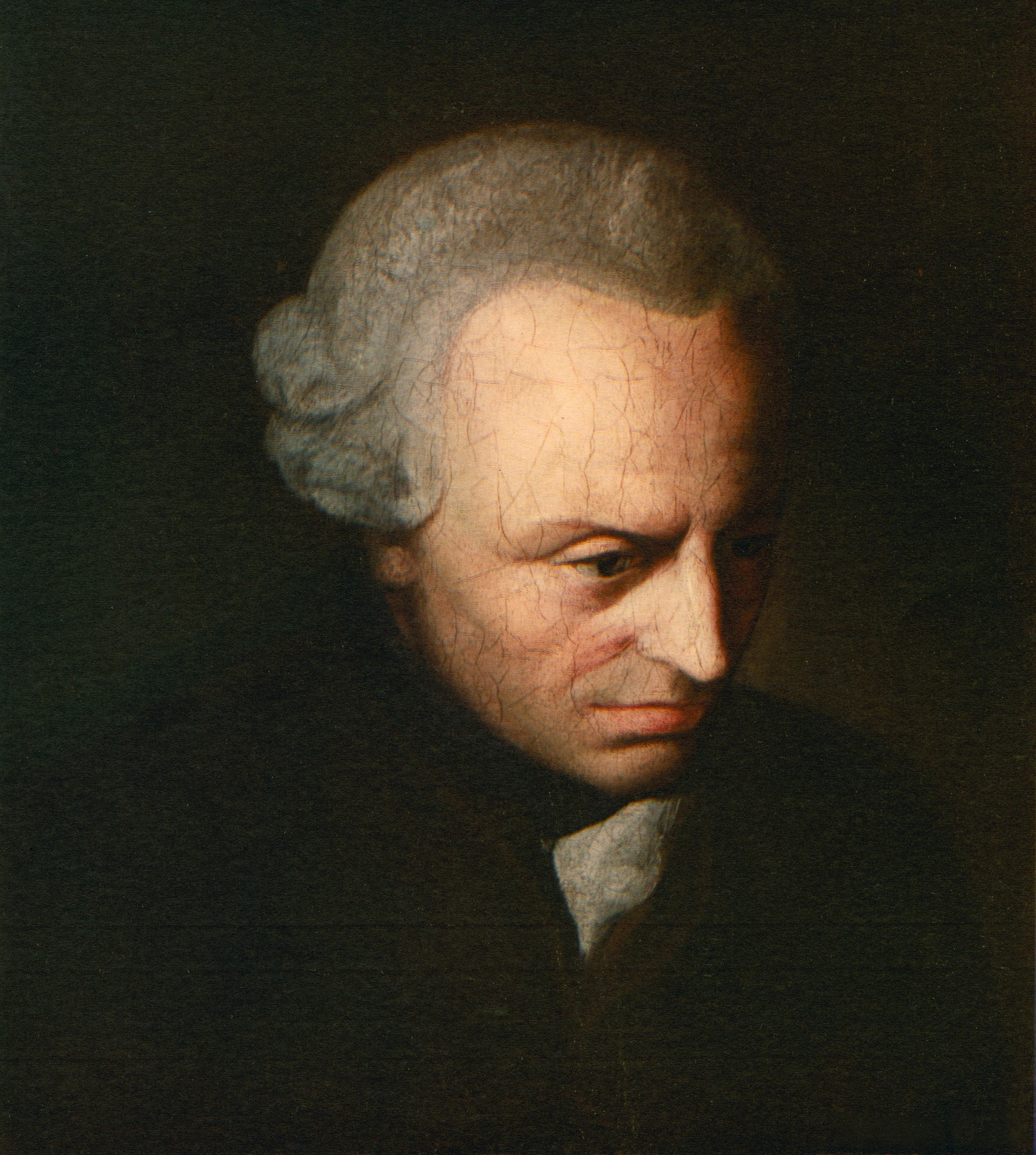
Immanuel Kant, filósofo prussiano.

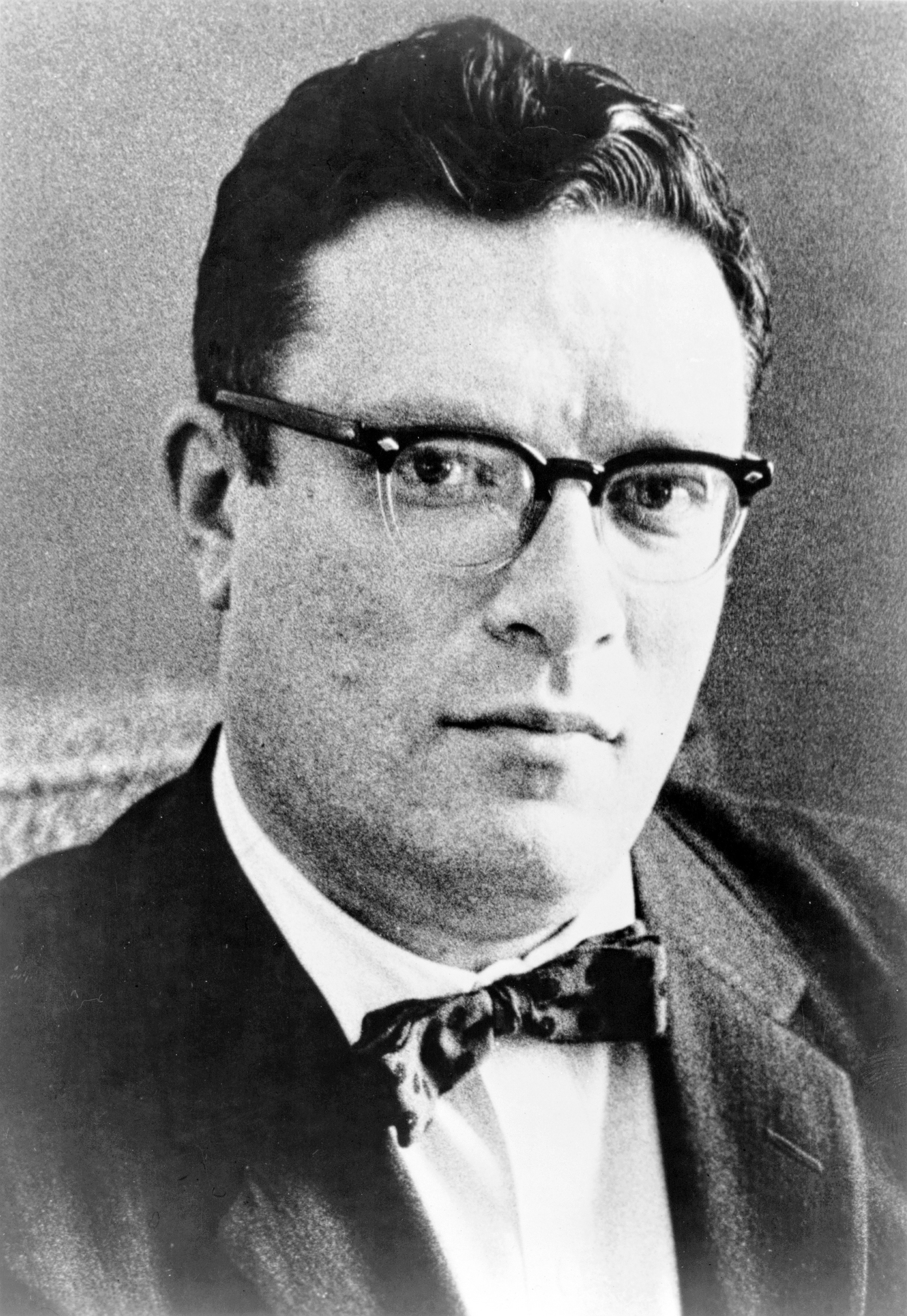
Isaac Asimov, escritor e professor estadunidense.

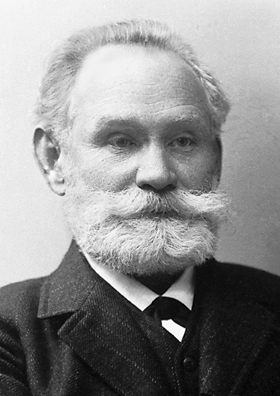
Ivan Pavlov, fisiólogo russo.

- Iain M. Banks[578]
- Ian Anderson[579]
- Ian McEwan[580]
- Ian McKellen[581]
- Ian Wilmut[582]
- Iannis Xenakis[583][584][585]
- Igor Tamm[586][587][588]
- Ilya Ilyich Mechnikov[589]
- Immanuel Kant[590][591][592][593][594][595]
- Ingmar Bergman[596]
- Irène Joliot-Curie[597][598]
- Irvin D. Yalom[599]
- Isaac Asimov[600]
- Italo Calvino[601]
- Ivan Lessa[602]
- Ivan Pavlov[17][603]
- Ivan Turgenev[604][605]

## J

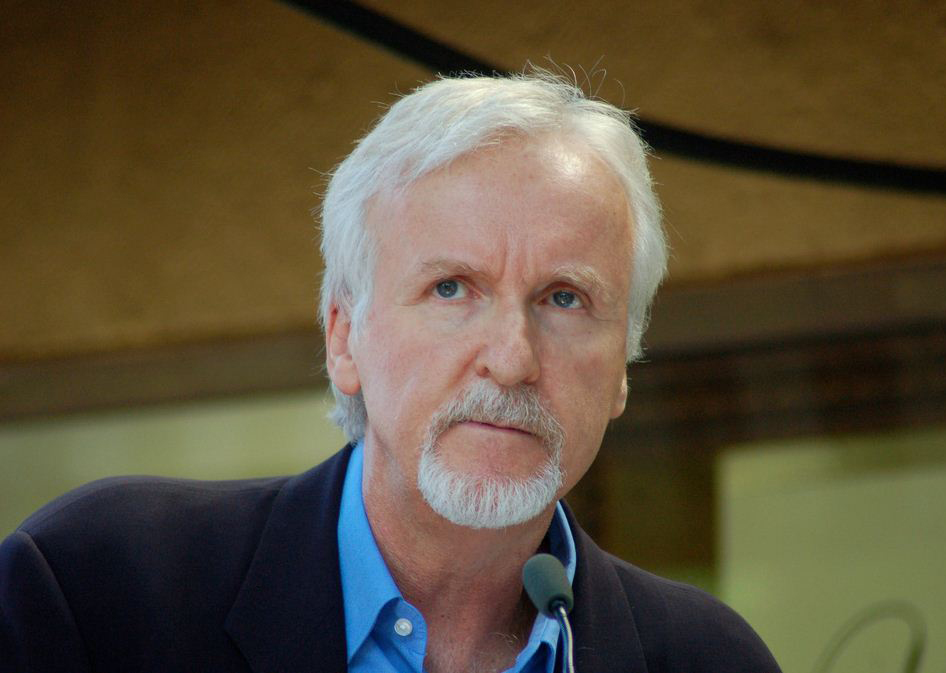
James Cameron, cineasta, produtor e roteirista canadense.

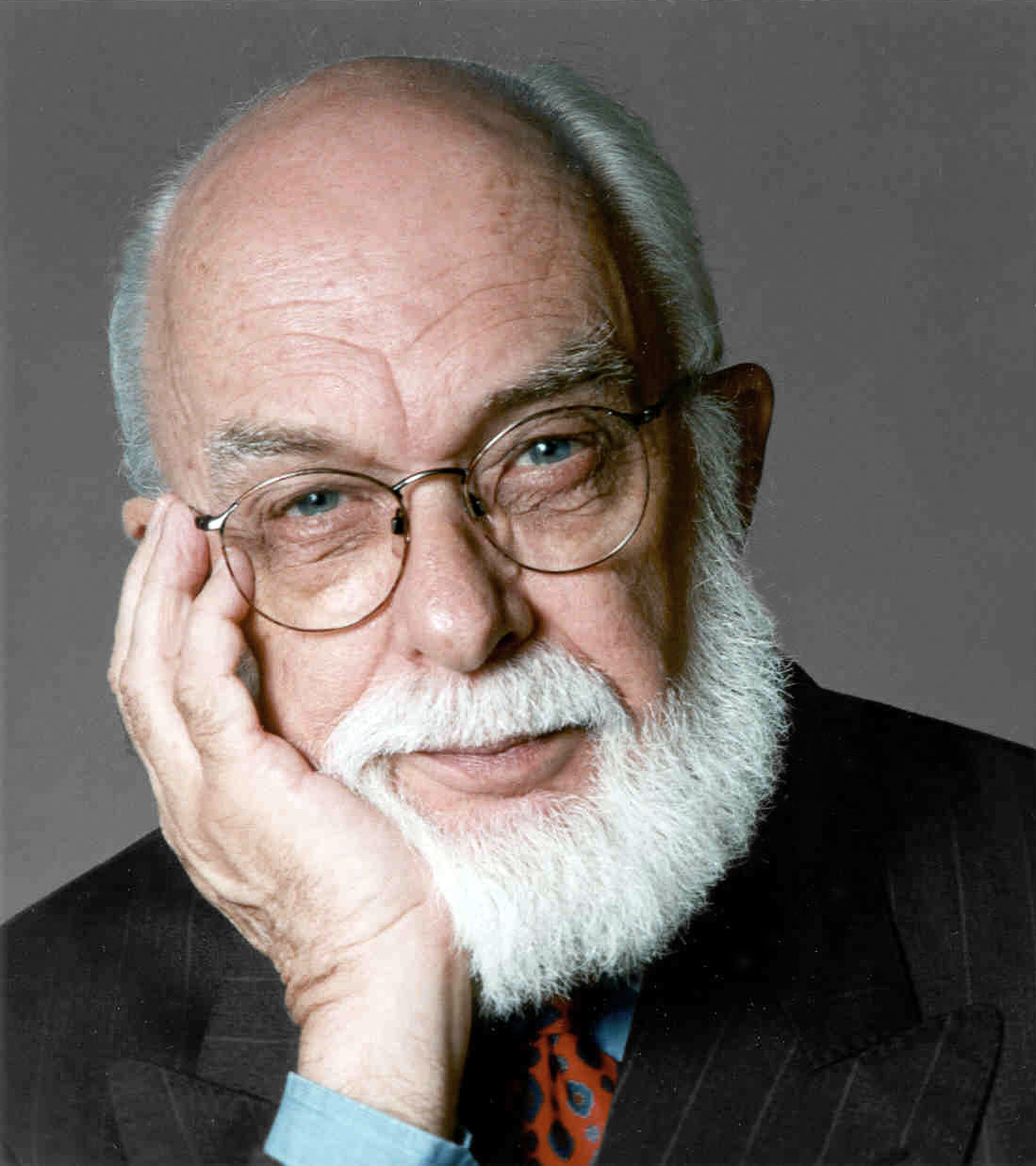
James Randi, ilusionista e cético canadense.

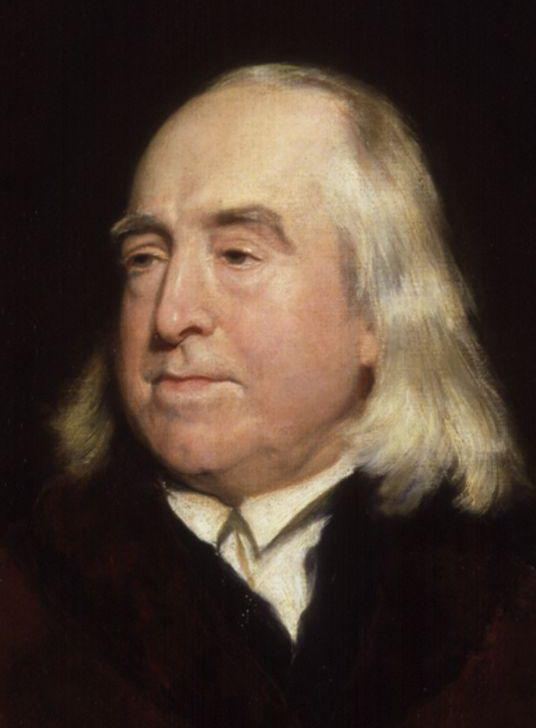
Jeremy Bentham, filósofo, jurista e reformista social inglês.

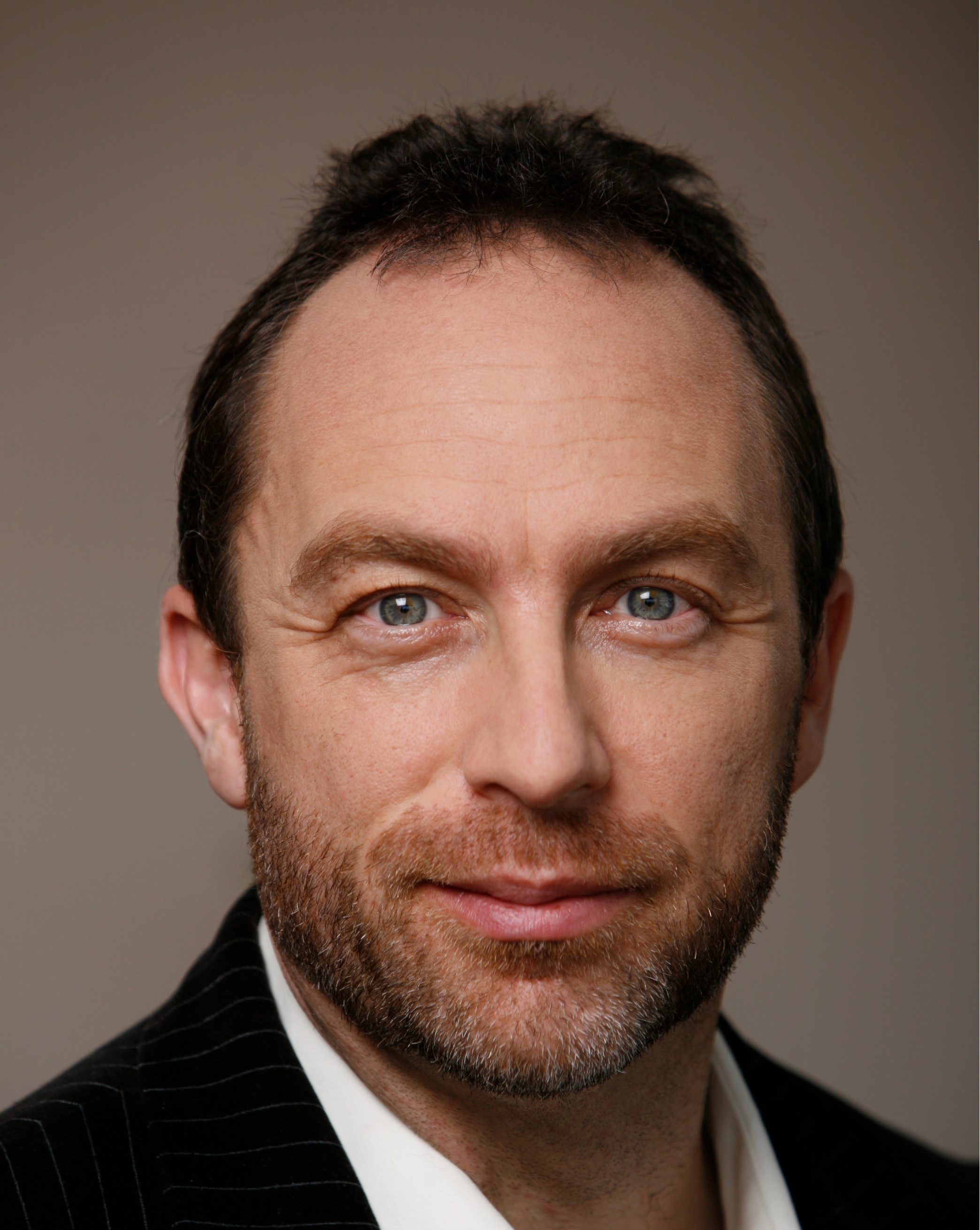
Jimmy Wales, co-fundador da Wikipédia.

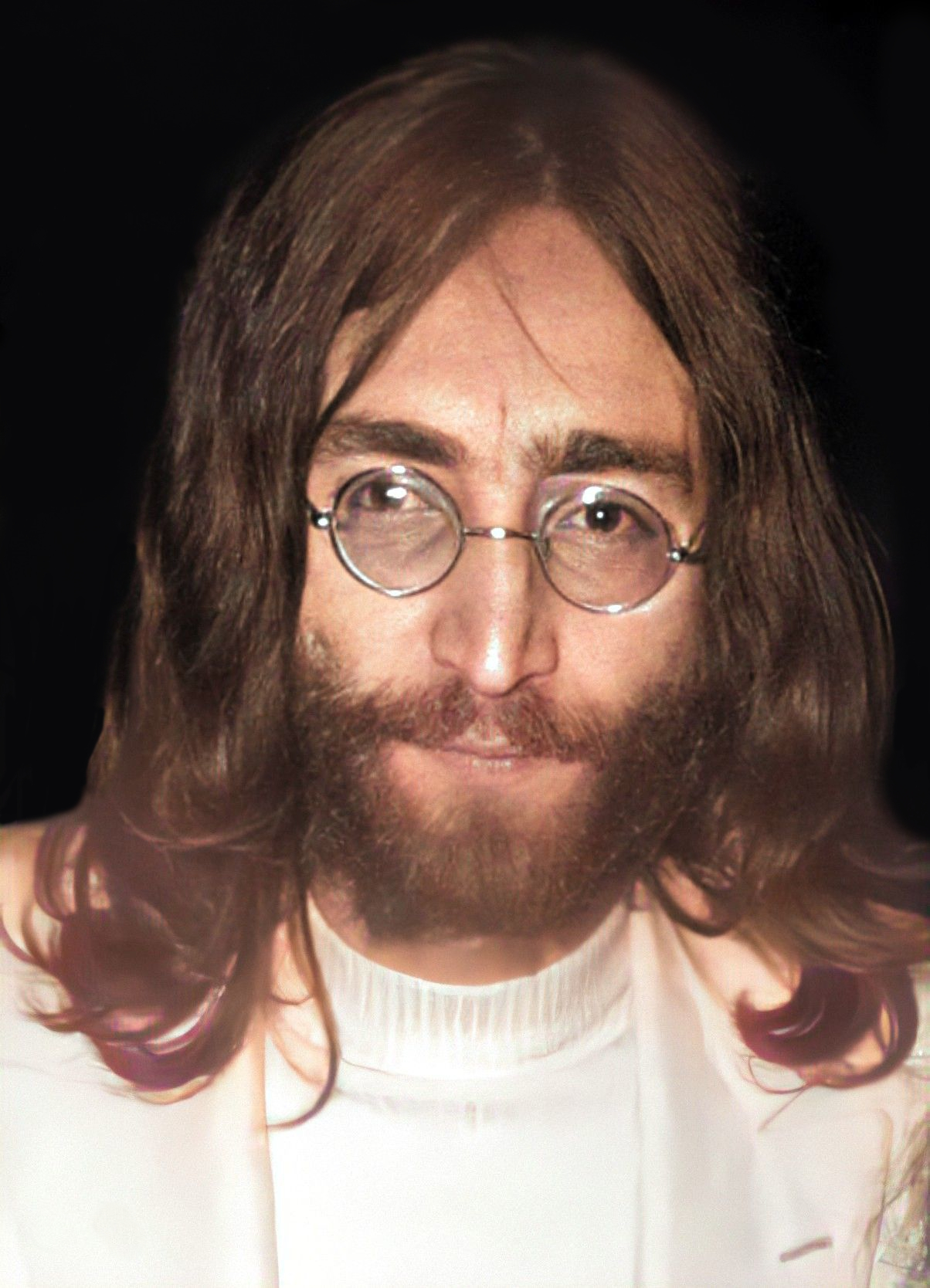
John Lennon, cantor, compositor e ativista britânico

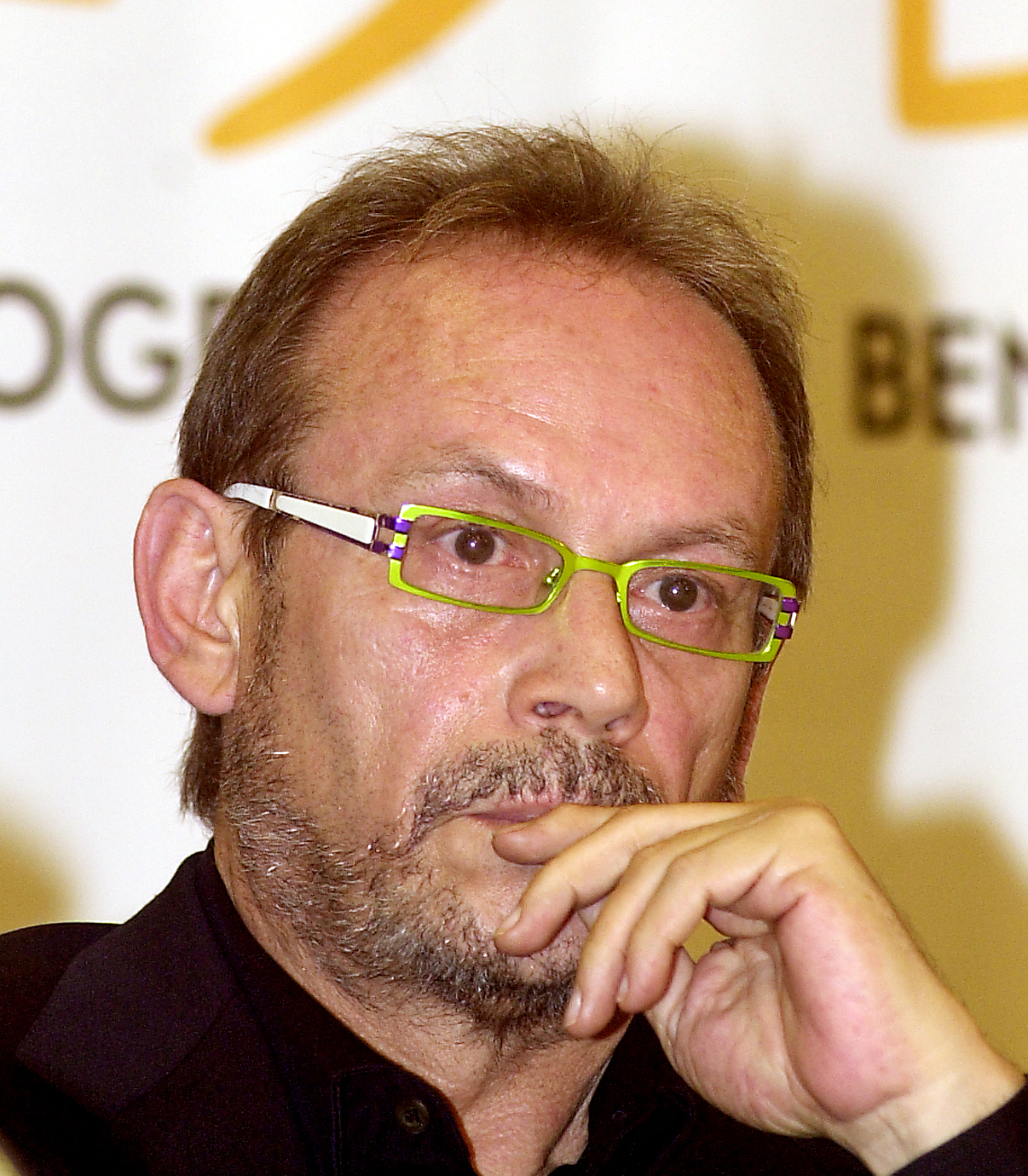
José Wilker, ator, diretor, narrador, apresentador e crítico de cinema brasileiro.

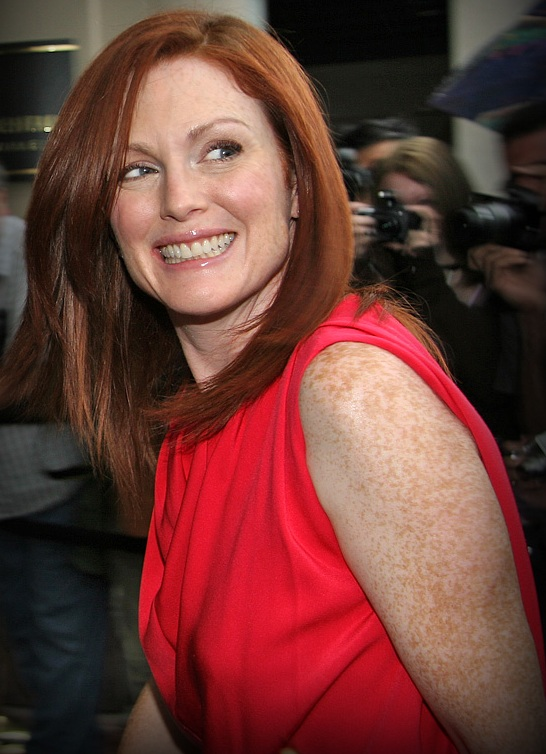
Julianne Moore, atriz estadunidense.

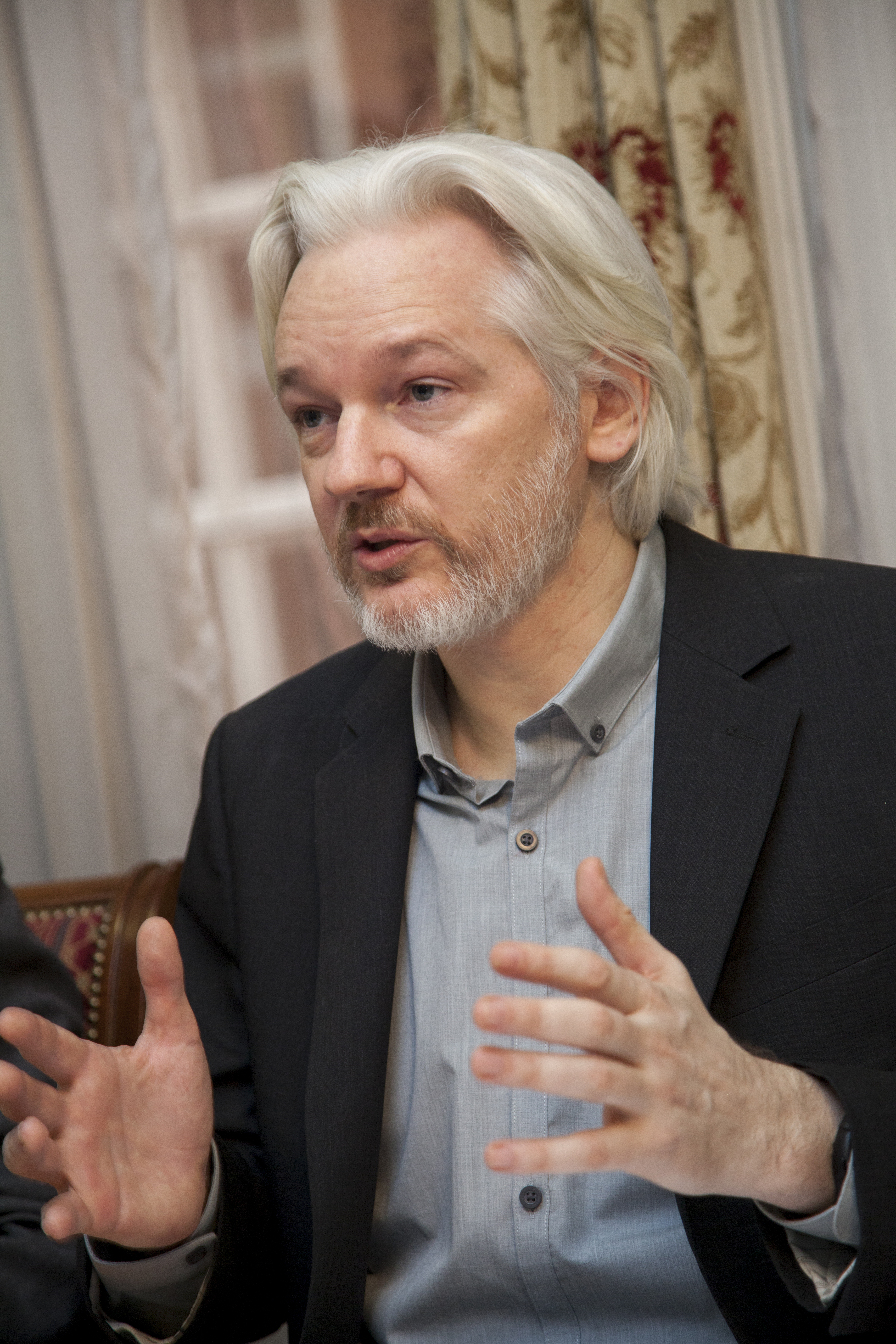
Julian Assange, jornalista, escritor e ciberativista australiano.

- J. B. S. Haldane[606][607]
- J. G. Ballard[608]
- J. J. C. Smart[609]
- Jack Black[610][611]
- Jack London[612]
- Jack Nicholson[613][614]
- Jack Steinberger[615]
- Jacob Appelbaum[616]
- Jacques-André Naigeon[617][618][619]
- Jacques Brel[620]
- Jacques Derrida[621][622][623]
- Jacques Hadamard[624]
- Jacques Lacan[125][621]
- Jacques Monod[625]
- Jakov Seldovich[626][627]
- James Baldwin[628]
- James Cameron[629]
- James Chadwick[630]
- James Franck[631]
- James George Frazer[632]
- James Joyce[633]
- James Lipton[634]
- James Mill[635][636][637]
- James Purefoy[638]
- James Randi[639]
- James Taylor[640]
- James Watson[641][642]
- Jamie Hyneman[643]
- Janeane Garofalo[644]
- Jaques Wagner[645]
- Jared Leto [646]
- Jason Aaron[647]
- Javier Bardem[648]
- Jawaharlal Nehru[17]
- Jean Baptiste Joseph Delambre[649]
- Jean Baptiste Perrin[650]
- Jean Baudrillard[621][651]
- Jean-François Lyotard[621][652]
- Jean-François Revel[653]
- Jean le Rond d’Alembert[654][655][656]
- Jean-Luc Godard[657]
- Jean-Marie Lehn[658]
- Jean Meslier[659][660]
- Jean-Paul Sartre[22][62][661]
- Jeremy Bentham[292][662][663]
- Jeremy Clarkson[664]
- Jérôme Lalande[665]
- Jesus Norberto Gomes[666]
- Jim Al-Khalili[667]
- Jimmy Wales[668]
- João Cabral de Melo Neto[669][670][671][672]
- Joaquin Phoenix[673]
- Jodie Foster[674]
- Johan Cruijff[675][676]
- Johannes Brahms[677][678][679]
- John B. Watson[125][680]
- John Burroughs[681]
- John Carmack[682]
- John Carpenter[683]
- John Conway[684]
- John Desmond Bernal[685]
- John Dewey[686]
- John Forbes Nash[687][688]
- John Fowles[689]
- John Keats[690][691]
- John Landis[692][693]
- John Lennon[694][695]
- John Leslie[696]
- John Logie Baird[697]
- John Maynard Keynes[698][699]
- John Maynard Smith[700]
- John Malkovich[701]
- John McCarthy[702]
- John Searle[17][703]
- John Steinbeck[704][705][706]
- John Stewart Bell[707]
- John Stuart Mill[708][709][710][711]
- John Sulston[712]
- John von Neumann[713][714][715]
- John W. Campbell[716]
- Johnny Depp[717]
- Johnny Rotten[718]
- Jonathan Haidt[719]
- Jorge Amado[720][721]
- Jorge Luis Borges[722]
- José Mayer[723]
- José Mujica[724][725][726]
- José Saramago[62][727][728][729]
- José Simão[730][731]
- José Wilker[732]
- Joseph Campbell[733][734][735]
- Joseph-Michel Montgolfier[736][737]
- Joseph-Louis Lagrange[244][738][739]
- Joseph Weber[740]
- Joss Whedon[741]
- Józef Rotblat[742]
- Juca Kfouri[743]
- Judea Pearl[744]
- Julia Gillard[745]
- Julia Kristeva[621][746][747][748]
- Julian Assange[749]
- Julian Huxley[750]
- Julianne Moore[751]
- Julien Offray de La Mettrie[752][753]
- Julius Axelrod[754]
- Jürgen Habermas[755][756][757]

## K

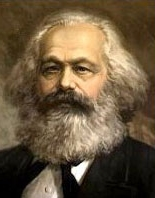
Karl Marx, filósofo, escritor, economista, sociólogo, teórico político e jornalista alemão.

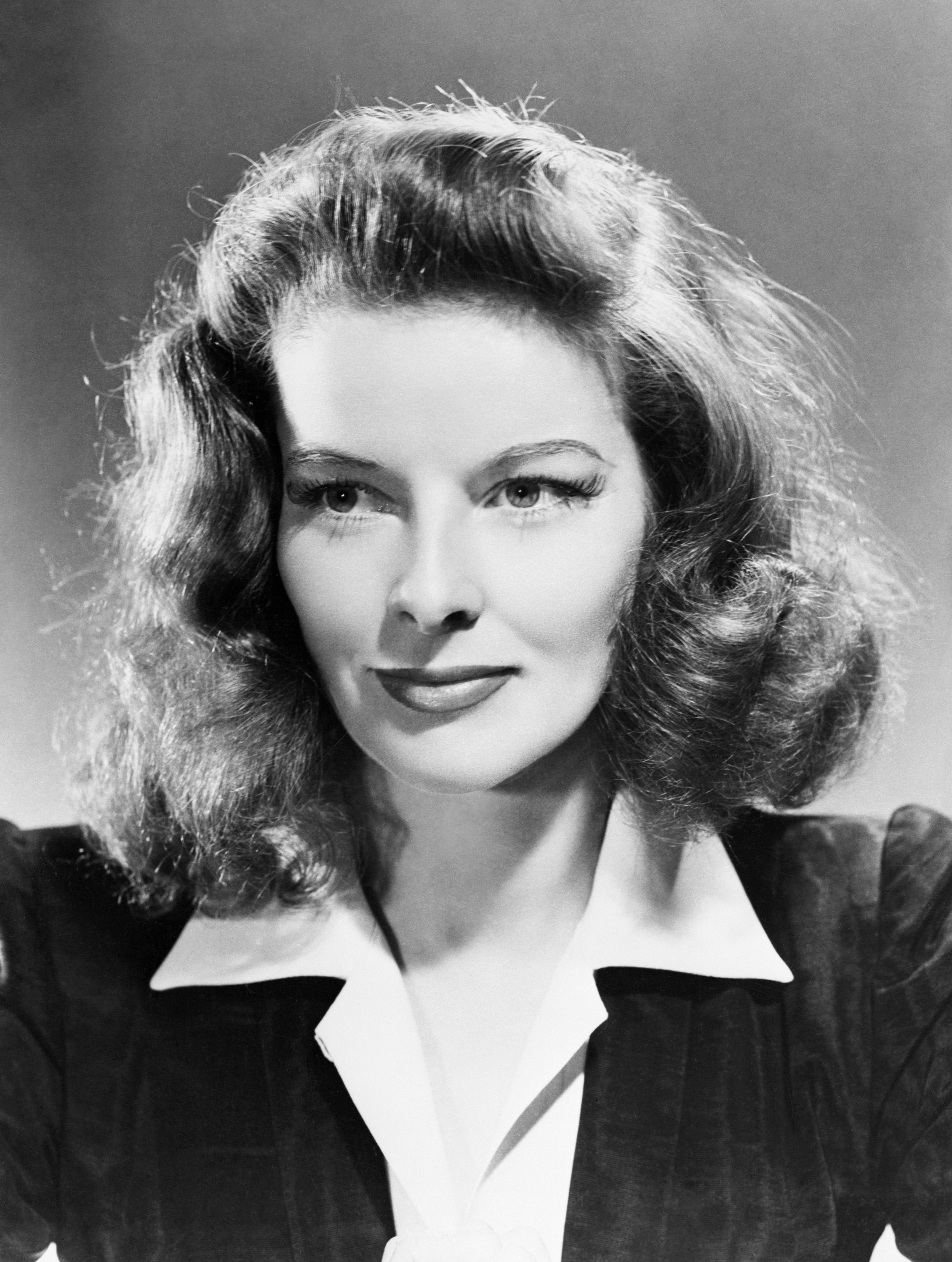
Katharine Hepburn, atriz estadunidense.

- Kari Byron[758][759]
- Karl Jaspers[22][760][761]
- Karl Marx[762]
- Karl Popper[763][764][765]
- Katharine Hepburn[766]
- Kazimierz Łyszczyński[767][768]
- Keanu Reeves[769]
- Keira Knightley[770]
- Kevin Bacon[771][772]
- Kevin Kline[773]
- Kingsley Amis[774]
- Kip Thorne[775]
- Kohei Uchimura[776][777]
- Konrad Zuse[778][779]
- Kurt Vonnegut[780][781]
- Kyle Gass[76]

## L

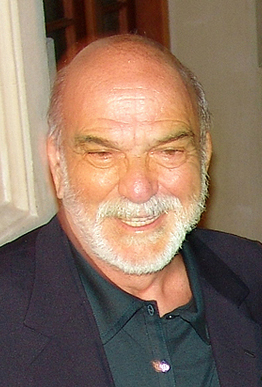
Lima Duarte, ator, diretor e dublador brasileiro.

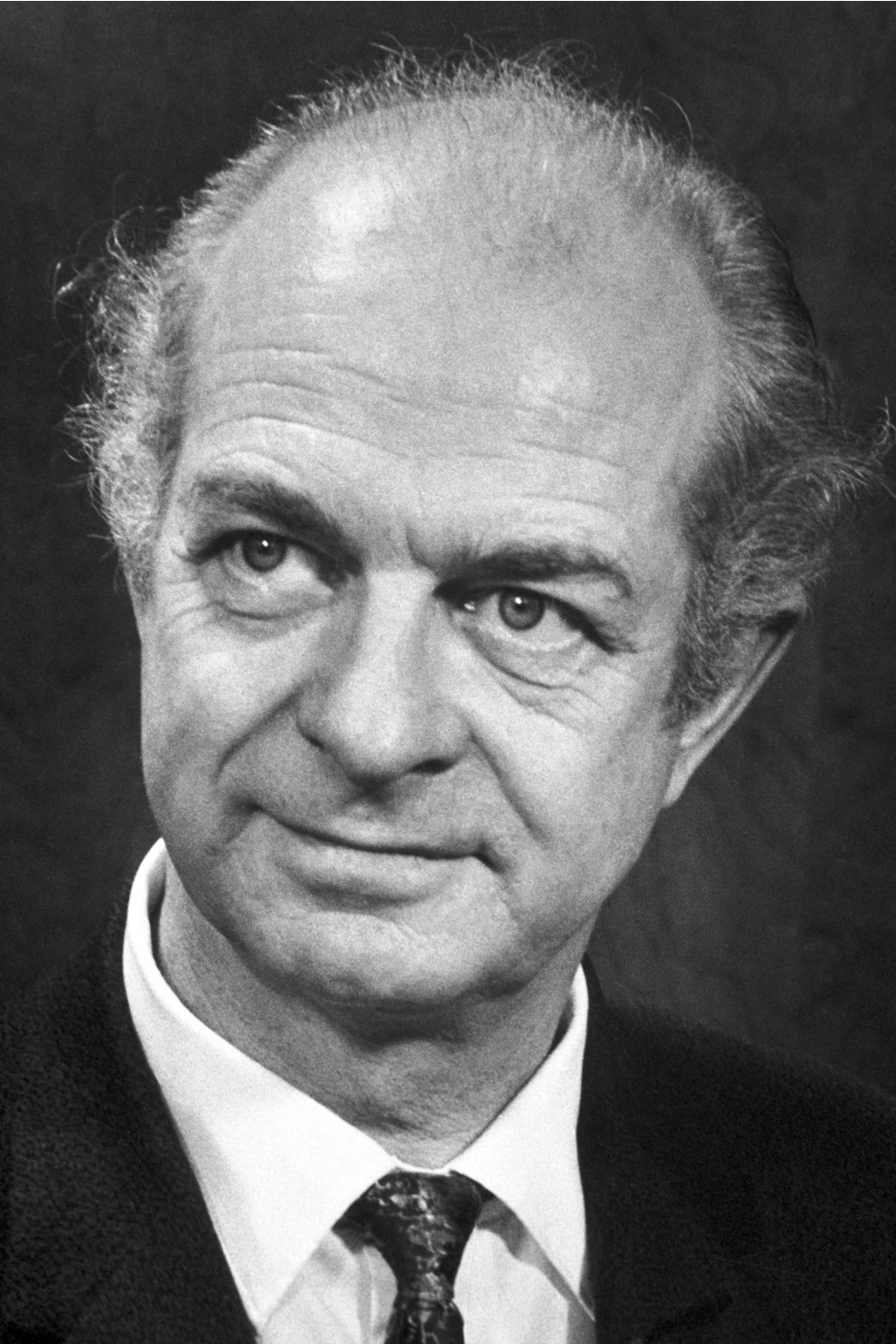
Linus Pauling, químico e educador estadunidense.

Luís Fernando Veríssimo, escritor, humorista, tradutor, roteirista de televisão e dramaturgo brasileiro.

- Lance Armstrong[782]
- Lancelot Hogben[783]
- Lao Tzu[784][785][786][787]
- Larry Adler[788]
- Larry King[789][790][791]
- Lars von Trier[792]
- Laurent Schwartz[793]
- Lauro César Muniz[794][795]
- Lawrence Krauss[796]
- Leandro Karnal[797]
- Leandro Konder[798]
- Lee Smolin[799]
- Lemmy Kilmister[800]
- Leó Szilárd[367][801]
- Leon Festinger[802]
- Leon Max Lederman[803]
- Leon Trotsky[804][805]
- Leonard Peikoff[806]
- Leonard Susskind[807]
- Leonard Woolf[808]
- Leonardo DiCaprio[809]
- Leoš Janáček[810][811][812][813][814]
- Leucipo[815]
- Lev Landau[816][817]
- Lewis Wolpert[818]
- Lily Braun[819]
- Lima Duarte[820]
- Linus Pauling[821]
- Linus Torvalds[822]
- Louis Joseph Gay-Lussac[823]
- Luboš Motl[824]
- Luciana Genro[825]
- Lucrécio[301][826]
- Ludwig Büchner[827][828]
- Ludwig Feuerbach[829]
- Ludwig Wittgenstein[830][831]
- Luis Buñuel[832]
- Luis Fernando Verissimo[833]
- Luiz Felipe Pondé[834][835][836][837]

## M

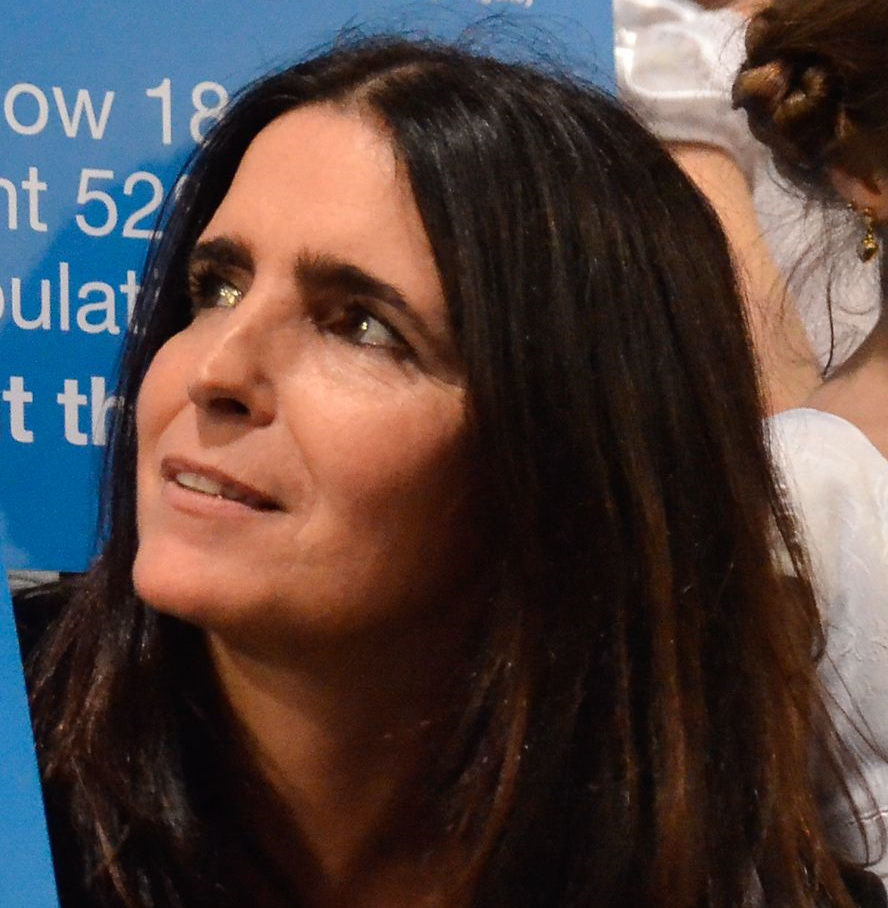
Malu Mader, atriz brasileira.

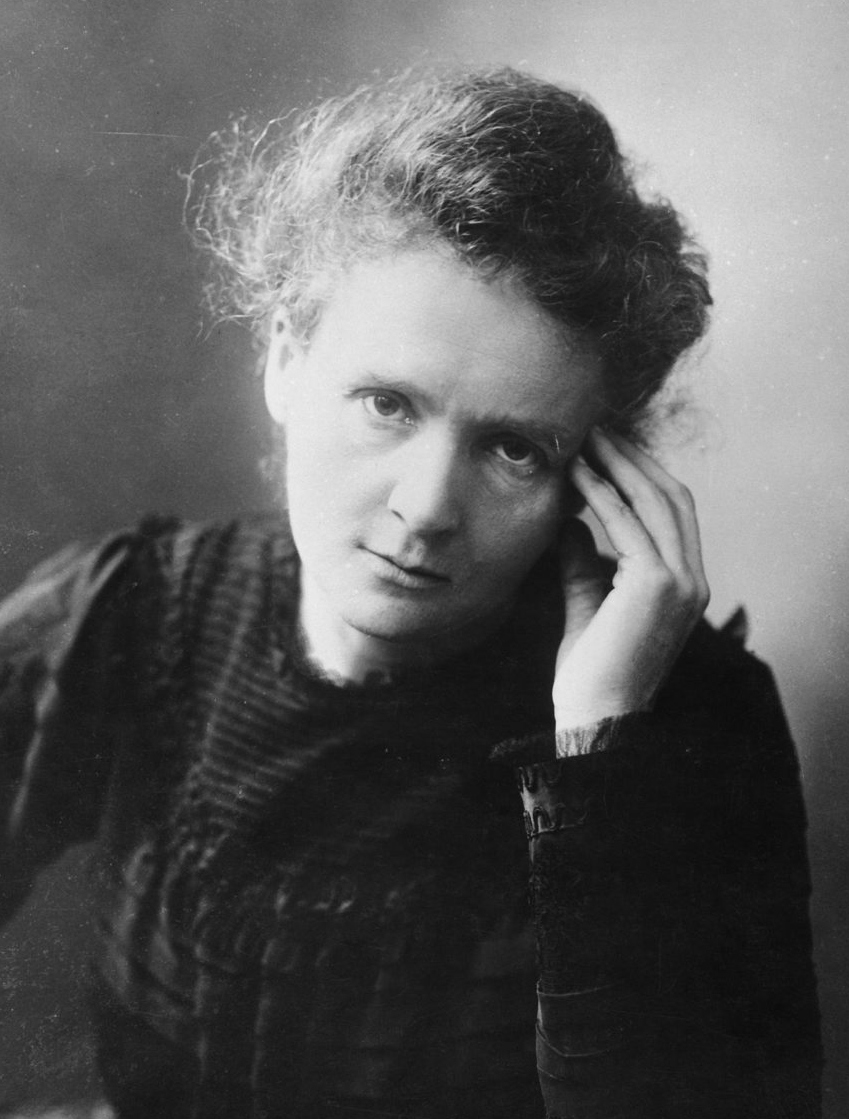
Marie Curie, física e química polonesa.

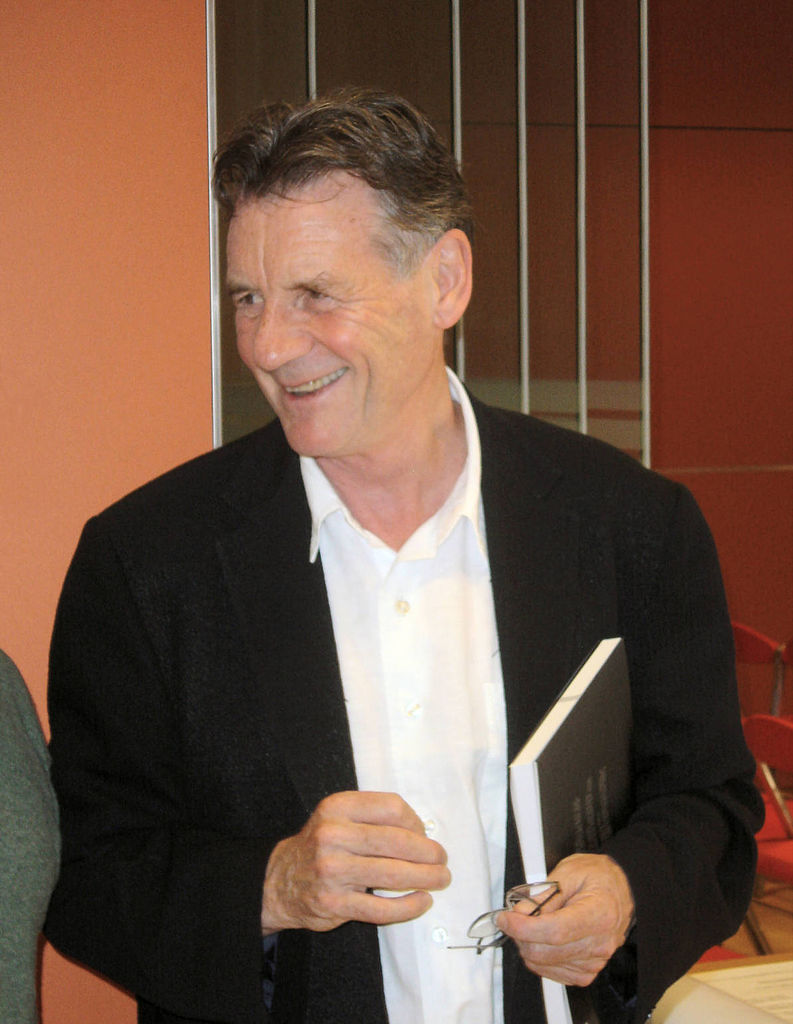
Michael Palin, comediante, ator, escritor e apresentador inglês.

Michel Foucault, filósofo francês.

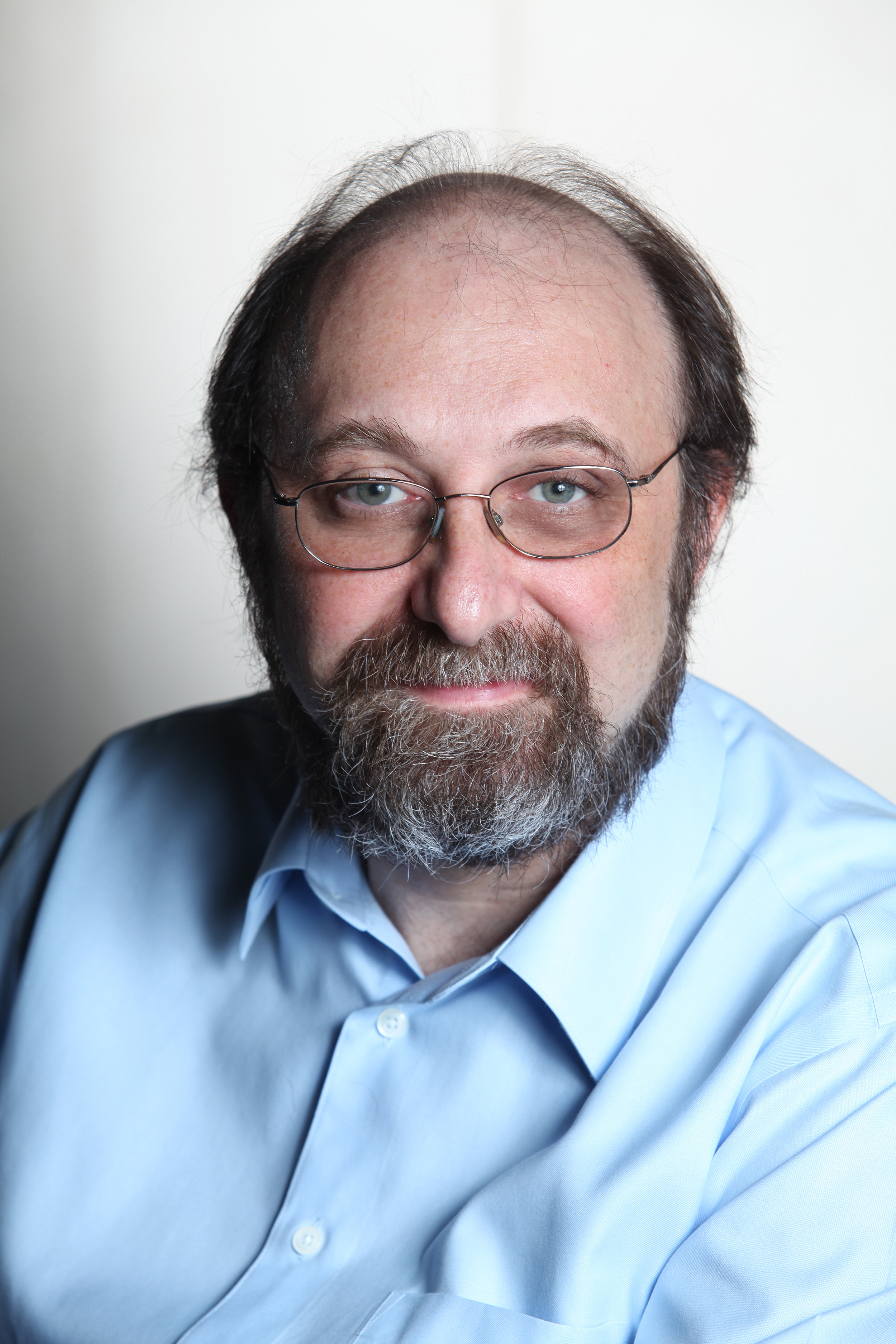
Miguel Nicolelis, médico e cientista brasileiro.

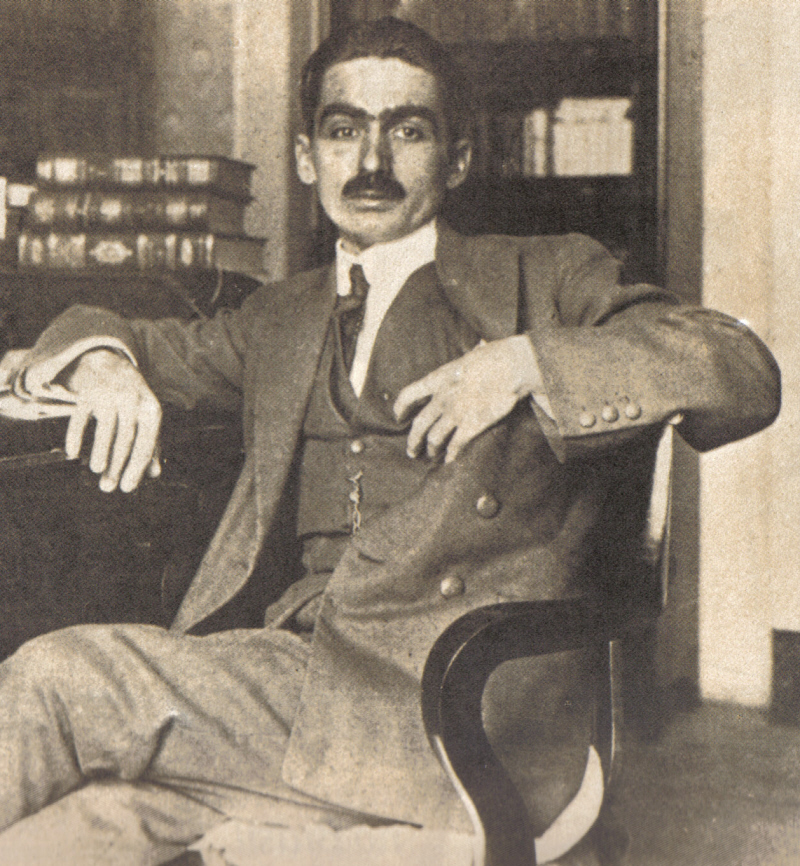
Monteiro Lobato, escritor brasileiro.

- Madalyn Murray O'Hair[838]
- Malu Mader[408]
- Manuel Bandeira[839][840]
- Mao Zedong[841]
- Marcel Duchamp[842]
- Marcel Proust[843]
- Marcel Souto Maior[844]
- Marcellin Berthelot[845][846]
- Marcelo Adnet[847][848]
- Marcelo Gleiser[849]
- Marcelo Nova[850]
- Marcelo Rubens Paiva[851]
- Marcus Oliphant[852]
- Margaret Sanger[853][854]
- Marie Curie[855][856]
- Marilyn Manson[857]
- Mario Bunge[858][859]
- Mário Lago[860][861]
- Mario Sergio Conti[862][863]
- Mário Soares[864][865]
- Mario Vargas Llosa[866][867][868]
- Mark Twain[869][870]
- Marshall Rosenbluth[871]
- Martin Heidegger[22][872][873][874]
- Martin Rees[875]
- Marvin Minsky[876][877]
- Mary Shelley[878]
- Maryam Namazie[879]
- Masami Kurumada[880]
- Massimo Pigliucci[881]
- Matt Bellamy[882]
- Matt Dillahunty[883][884]
- Matt Groening[885]
- Matt Ridley[886][887][888]
- Matt Stone[741][889][890]
- Maurice Ravel[891]
- Maurício Tragtenberg[892]
- Mauro Iasi[893]
- Max Perutz[894]
- Max Stirner[895]
- Max von Sydow[896]
- Máximo Gorki[897][898][899]
- Mel Lisboa[900]
- Mia Couto[901]
- Michael Palin[902]
- Michael Ruse[903][904]
- Michael Shermer[905]
- Michael Smith[906]
- Michel Foucault[621][907][908]
- Michel Onfray[909]
- Michelangelo Antonioni[910][911]
- Michelle Bachelet[912][913]
- Mick Jagger[914]
- Micky Dolenz[76][915]
- Miguel Nicolelis[916][917]
- Mikhail Bakunin[918][919][920]
- Mikhail Gorbachev[921]
- Milly Lacombe[922]
- Miloš Zeman[923][924]
- Milton Friedman[925][926]
- Milton Santos[927]
- Mira Sorvino[928]
- Momus[76]
- Monica Bellucci[929]
- Monteiro Lobato[930][931]
- Morgan Freeman[932]
- Moritz Schlick[933]
- Murray Rothbard[934]
- Myles Kennedy[935]

## N

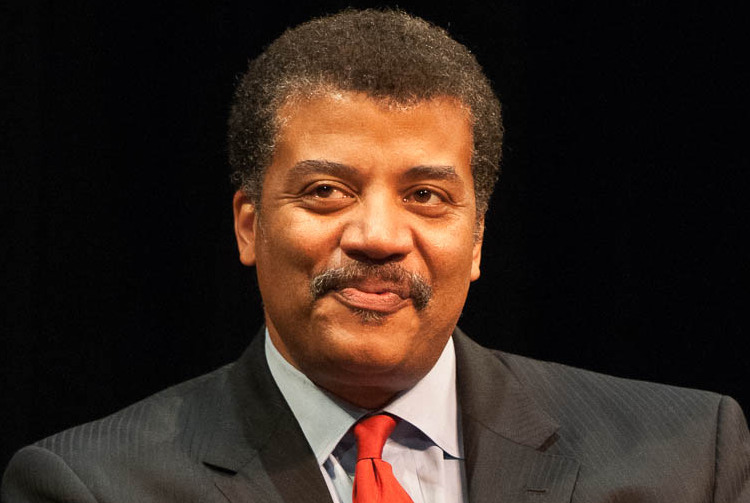
Neil deGrasse Tyson, astrofísico e cosmólogo estadunidense.

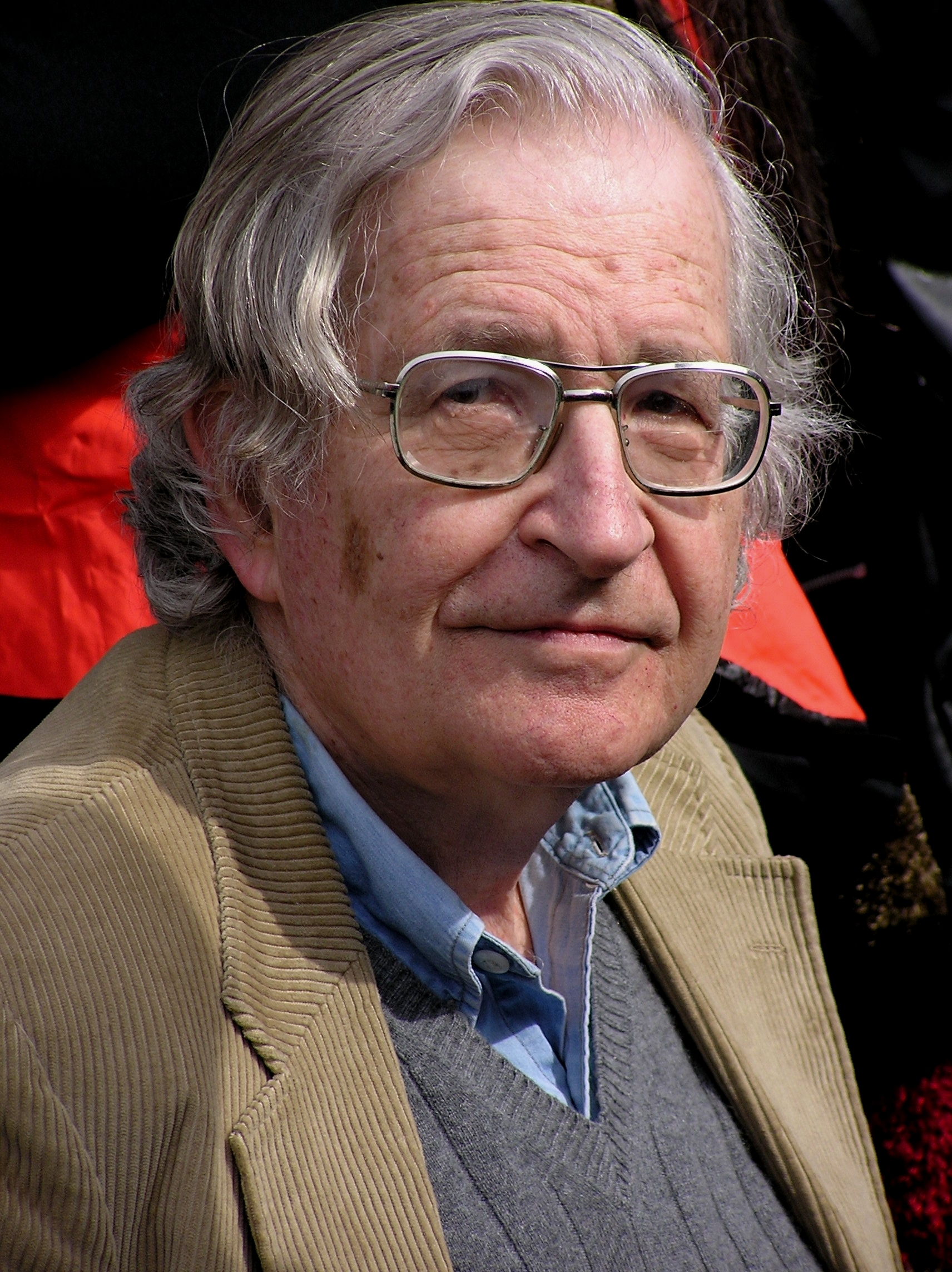
Noam Chomsky, linguista, filósofo e ativista político estadunidense.

- Nando Reis[936][937]
- Neil deGrasse Tyson[938][939]
- Neil Peart[940]
- Nick Frost[941]
- Nick Mason[942]
- Niels Bohr[943][944]
- Nikola Tesla[945][946][947]
- Nikolaas Tinbergen[948]
- Nikolai Lobachevsky[949][950]
- Nikolai Rimsky-Korsakov[951][952][953][954]
- Nikolai Tchernichevski[955]
- Nikolai Vavilov[956]
- Nikos Kazantzakis[957][958]
- Nílton Santos[959]
- Noam Chomsky[17][960][961]
- Noël Coward[962][963]
- Noel Gallagher[964][965]
- Norman Pirie[966]

## O

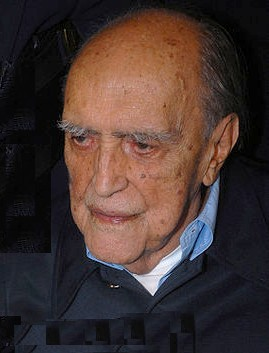
Oscar Niemeyer, arquiteto brasileiro.

- Octávio Brandão[967]
- Oliver Sacks[968]
- Orson Welles[969][970]
- Oscar Niemeyer[408][971][972]
- Oscar Zariski[973]

## P

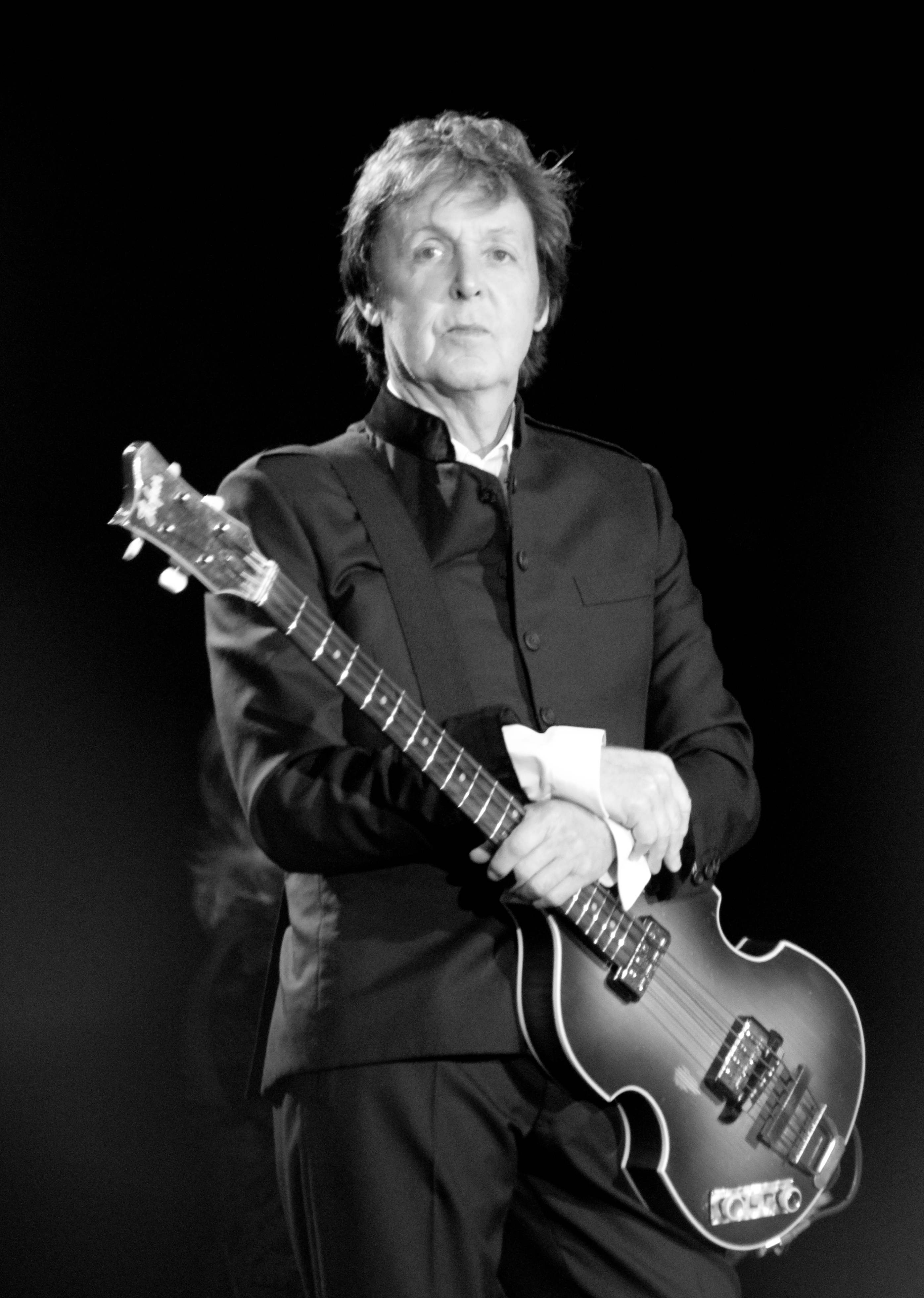
Paul McCartney, músico, compositor e cantor inglês.

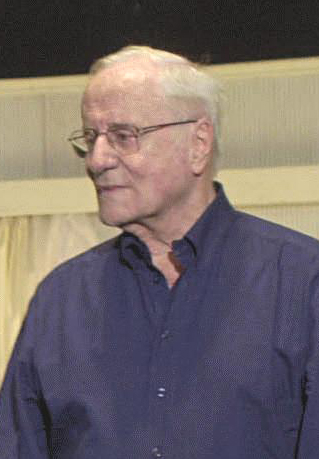
Paulo Autran, ator brasileiro.

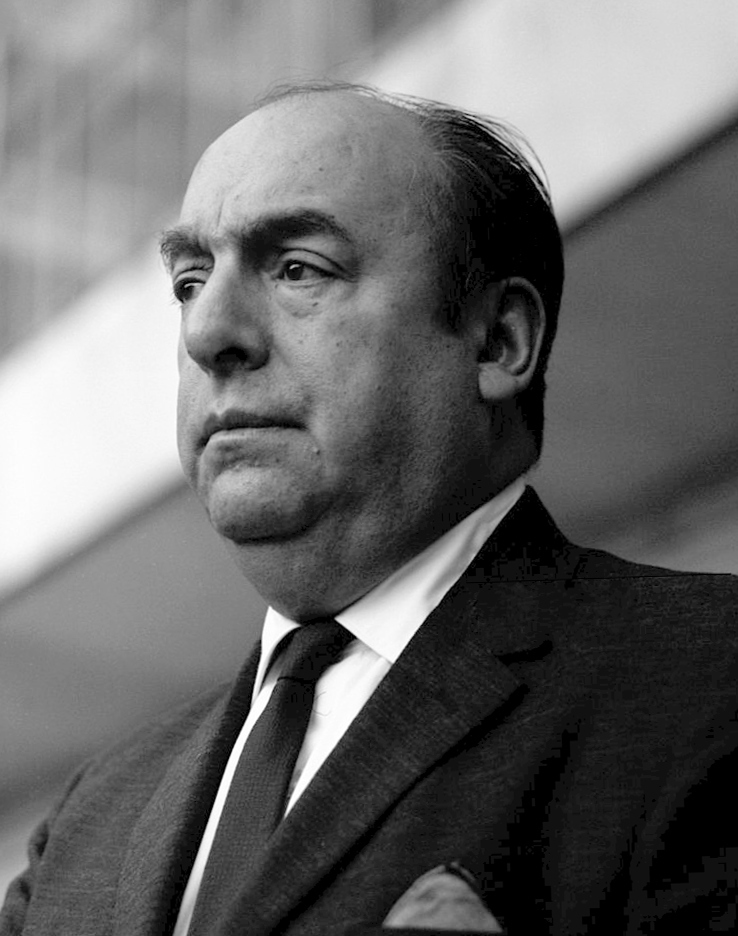
Pablo Neruda, poeta, político e diplomata chileno.

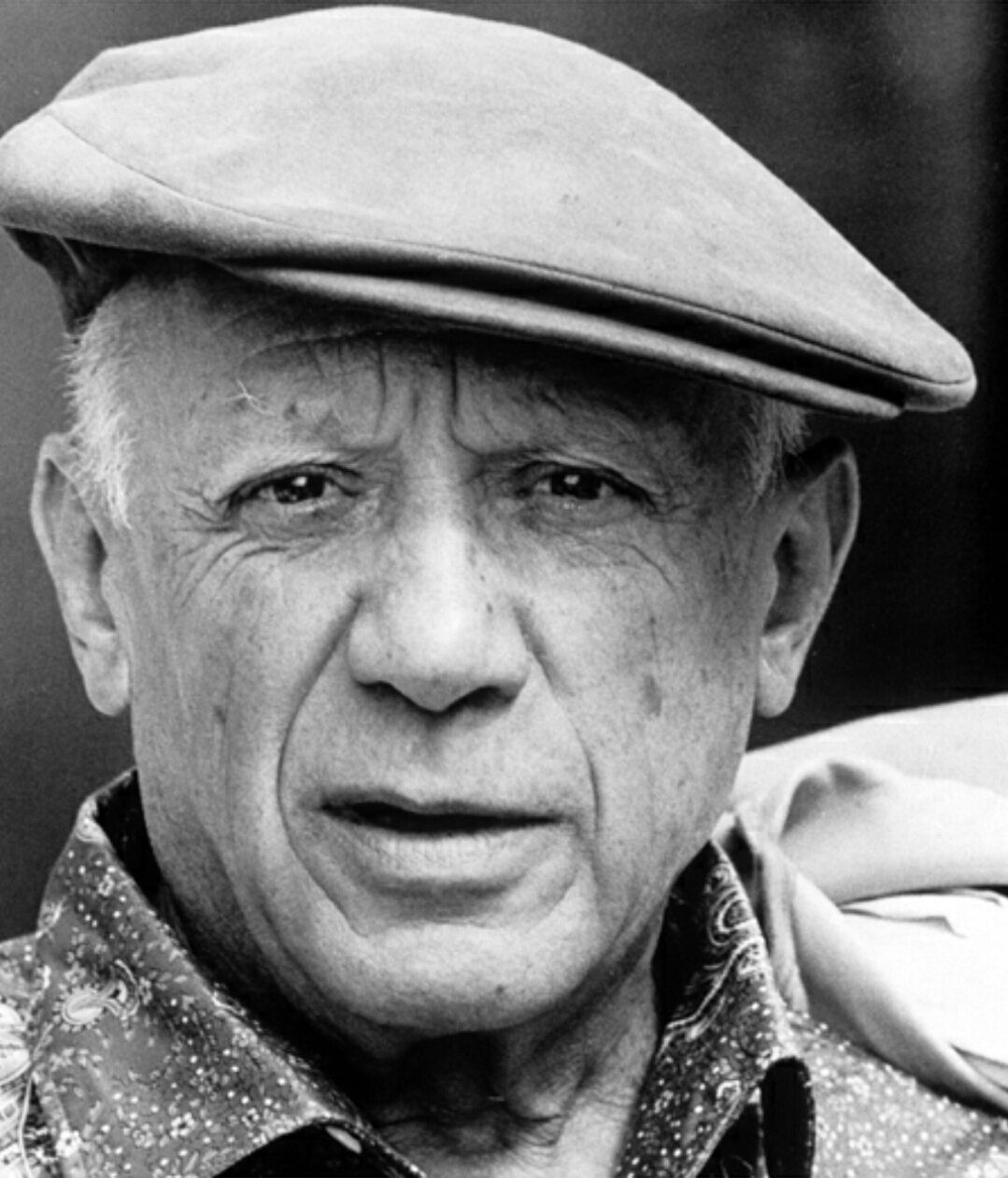
Pablo Picasso, pintor, escultor, ceramista, cenógrafo, poeta e dramaturgo espanhol.

- Pablo Neruda[974]
- Pablo Picasso[975][976]
- Patrick Maynard Stuart Blackett[977]
- Paul Bert[978]
- Paul Bettany[979]
- Paul Broca[980]
- Paul Delos Boyer[981]
- Paul Dirac[821][982][983][984][985][986]
- Paul Ehrenfest[987][988]
- Paul Erdős[989][990]
- Paul Giamatti[991]
- Paul-Henri Thiry, Barão d'Holbach[305][992][993][994]
- Paul Kurtz[995]
- Paul MacCready[996]
- Paul McCartney[997]
- Paul Nurse[998]
- Paul Tillich[999]
- Paulo Autran[1000]
- Paulo César Pereio[1001]
- Paulo Francis[1002]
- PC Siqueira[1003]
- Pedro Bial[1004]
- Penn Jillette[1005][1006][1007]
- Percy Shelley[1008][1009]
- Percy Grainger[1010]
- Percy Williams Bridgman[1011][1012][1013]
- Peter Brian Medawar[1014]
- Peter Fonda[1015]
- Peter Higgs[1016]
- Peter Mitchell[1017]
- Peter Moon[1018]
- Peter Singer[1019]
- Peter William Atkins[1020]
- Philip Pullman[1021][1022]
- Philip Roth[1023]
- Philip Warren Anderson[1024]
- Pier Paolo Pasolini[1025][1026]
- Pierre Boulez[1027]
- Pierre Curie[1028]
- Pierre-Joseph Proudhon[1029][1030][1031]
- Pierre Louis Moreau de Maupertuis[1032]
- Pierre-Simon Laplace[739][1033]
- Pietro Acciarito[1034]
- Pirro de Élis[1035][1036]
- Pirulla[1037]
- Piotr Kropotkin[1038]
- Pitty[1039]
- Primo Levi[1040]
- Protágoras[311][1041]

## Q

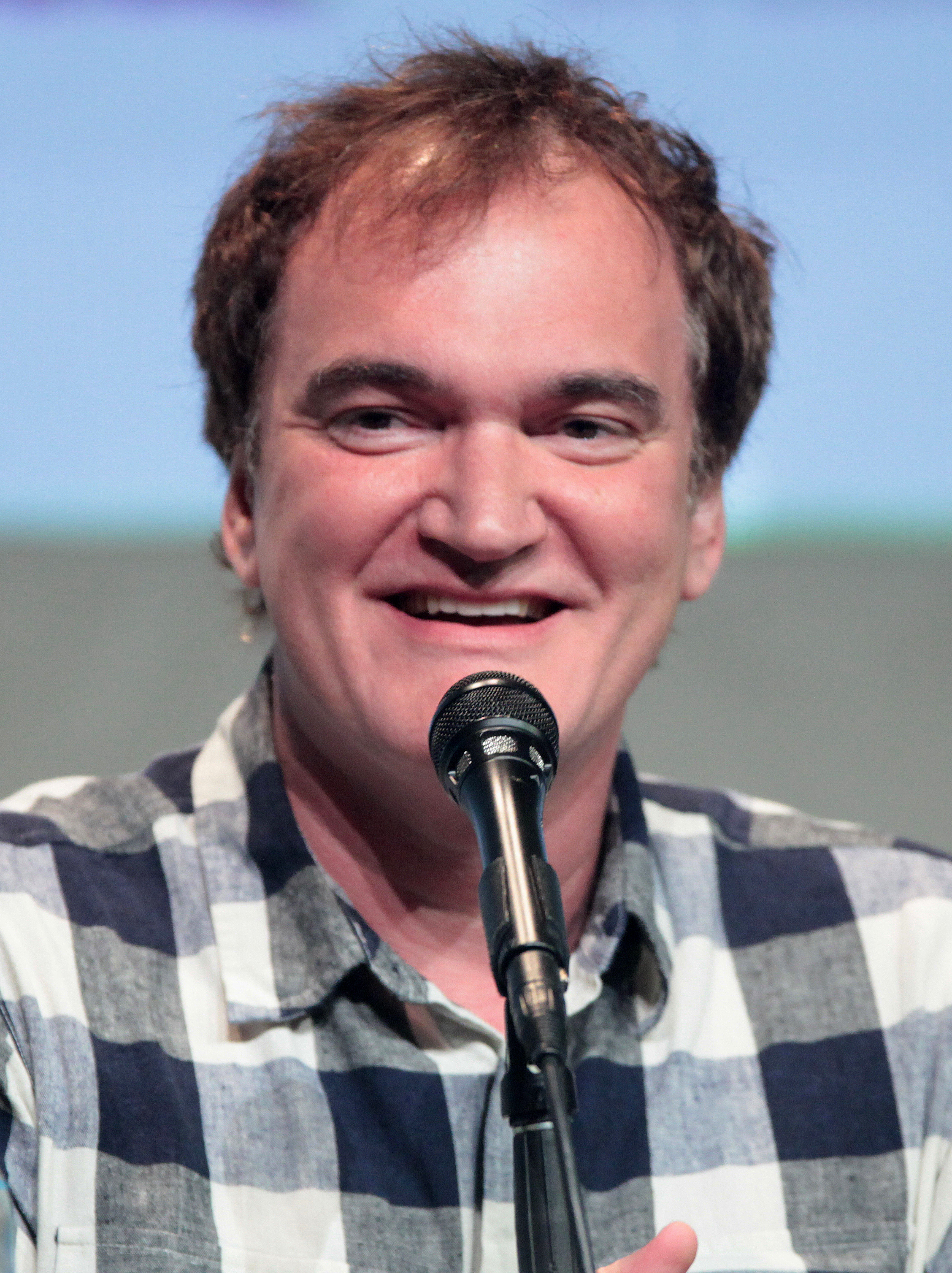
Quentin Tarantino, roteirista e cineasta estadunidense.

- Quentin Smith[1042]
- Quentin Tarantino[1043]

## R

Raul Seixas, músico, compositor e cantor brasileiro.

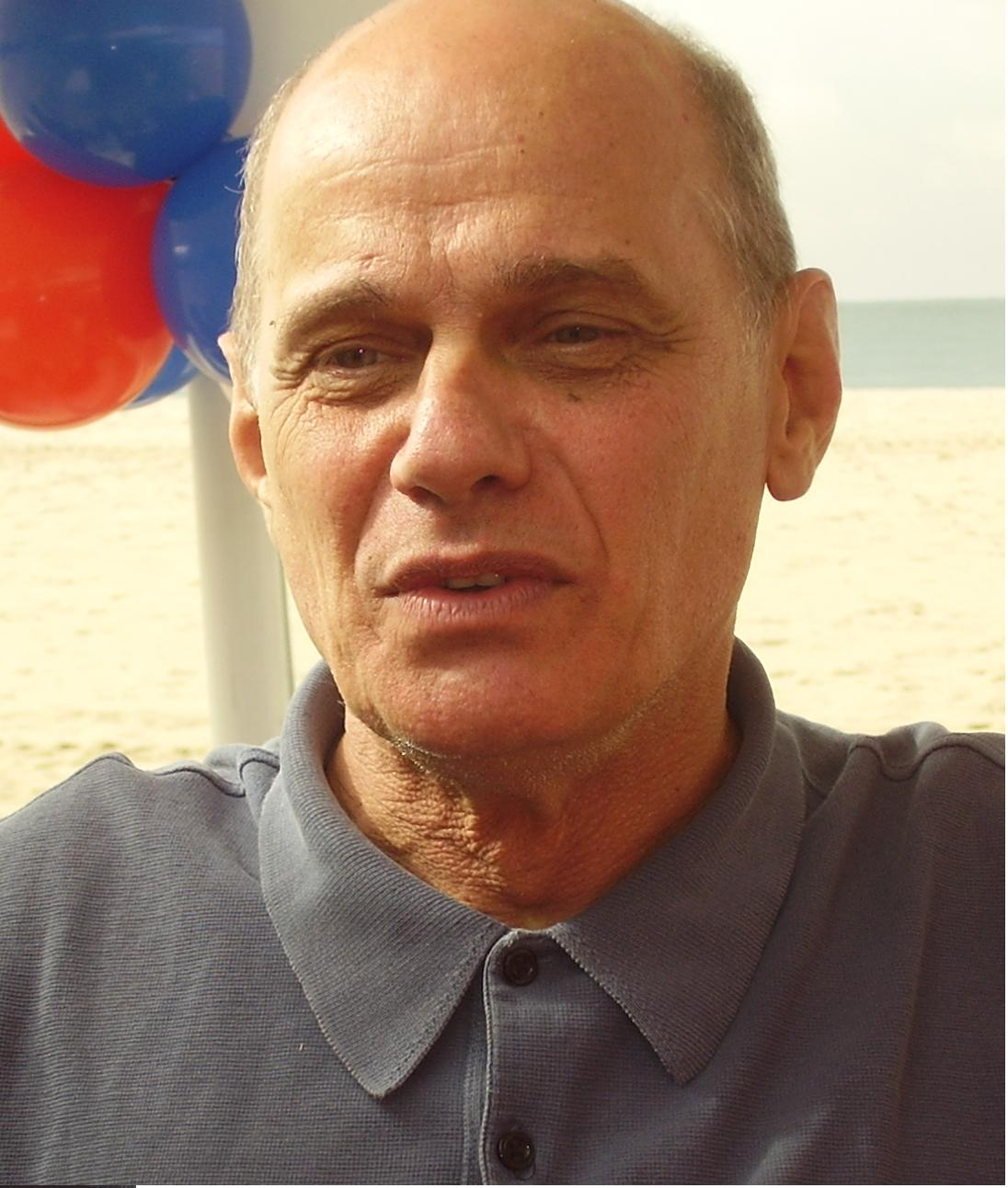
Ricardo Boechat, jornalista, apresentador e comentarista argentino-brasileiro.

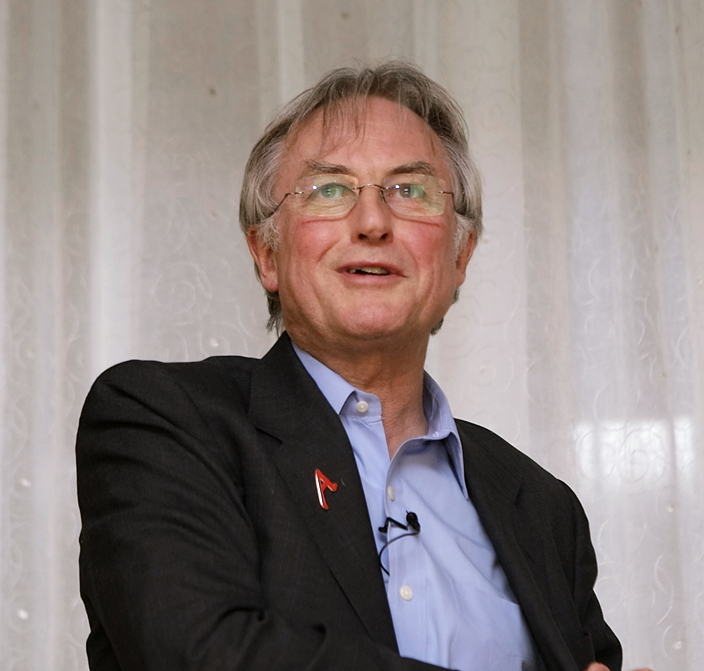
Richard Dawkins, biólogo, etólogo, escritor e ativista britânico.

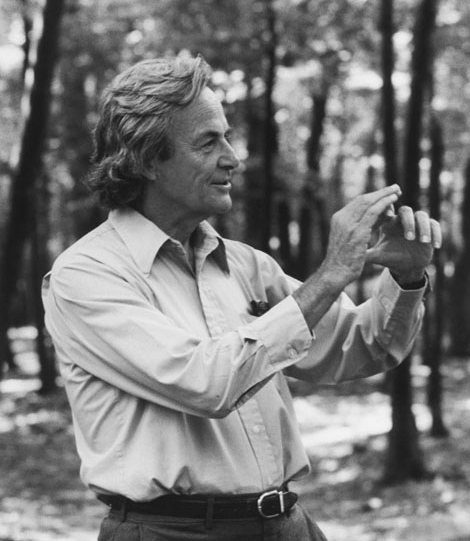
Richard Feynman, físico estadunidense.

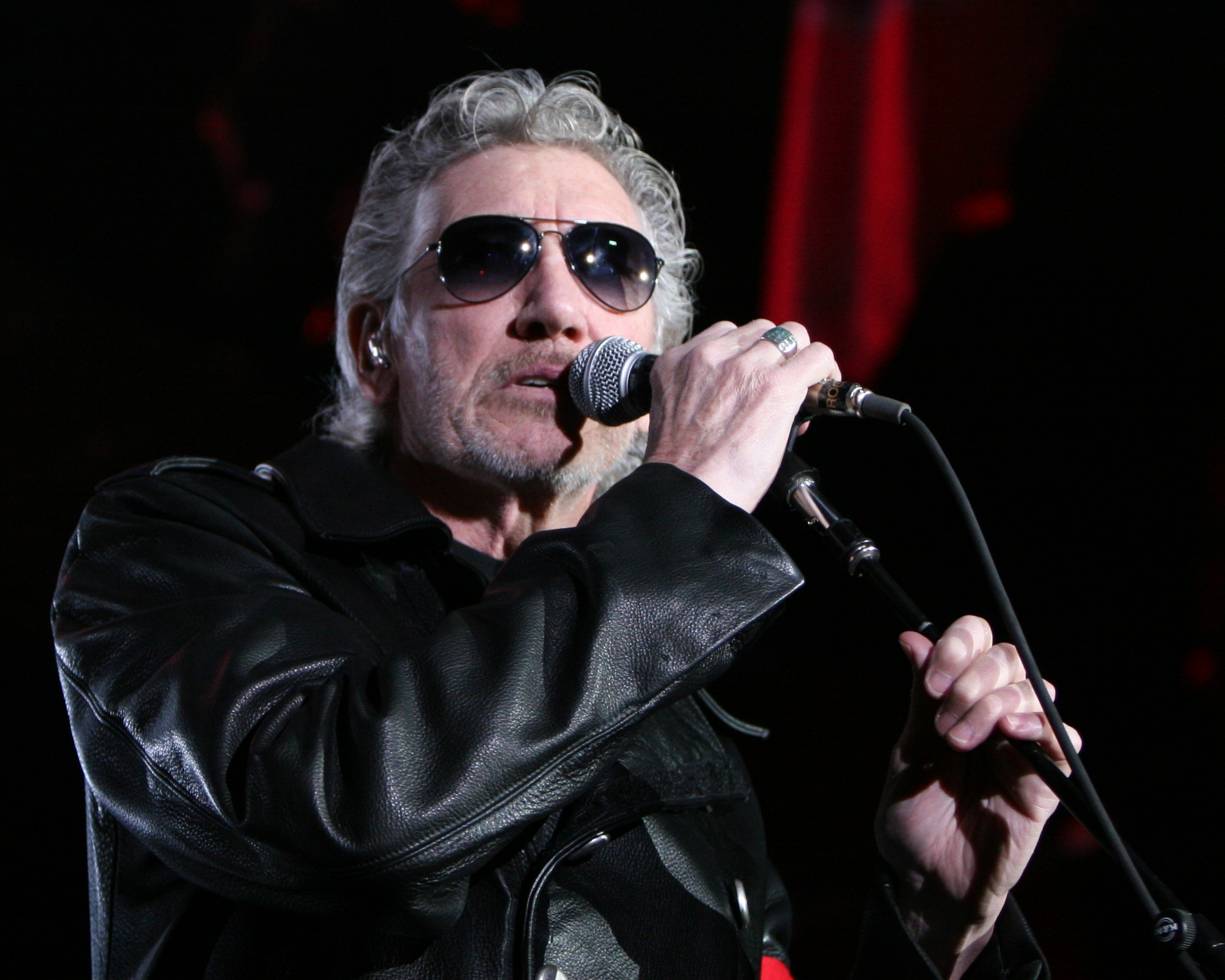
Roger Waters, músico, compositor e cantor inglês.

- Rafael Nadal[1044]
- Rajneesh Osho[1045]
- Ralph Vaughan Williams[520][1046][1047]
- Randy Newman[1048]
- Raul Seixas[1049][1050][1051]
- Raul Pompéia[1052]
- Ray Romano[1053]
- Raymond Joseph Teller[1007]
- Raymond Kurzweil[1054]
- René Magritte[1055][1056][1057]
- Ricardo Boechat[1058][1059]
- Richard Branson[1060][1061]
- Richard Burton[1062]
- Richard Carrier[1063]
- Richard Dawkins[1064]
- Richard Feynman[1065][1066][1067]
- Richard Francis Burton[1068]
- Richard Leakey[17][1069][1070]
- Richard Matthew Stallman[1071]
- Richard Roberts[1072][1073][1074]
- Richard Rodgers[1075]
- Richard Strauss[1076][1077]
- Richard Wagner[1078][1079][1080]
- Ricky Gervais[1081]
- Ridley Scott[1082]
- Rita Lee[1083]
- Rita Levi-Montalcini[1084]
- Roald Dahl[1085]
- Roald Hoffmann[1086]
- Robert Bosch[1087]
- Robert Cailliau[1088]
- Robert Carlyle[76]
- Robert Crumb[1089]
- Robert De Niro[1090]
- Robert G. Ingersoll[1091]
- Robert Louis Stevenson[1092][1093]
- Robert M. Price[1094][1095][1096]
- Robert Oppenheimer[1097]
- Robert Owen[1098][1099][1100]
- Robert Patrick[1101]
- Robert Sapolsky[1102]
- Robert Smith[1103]
- Roberto Freire[1104]
- Roberto Justus[1105]
- Rodney Brooks[1106]
- Rodrigo Constantino[1107]
- Roger Penrose[1108][1109]
- Roger Waters[1110][1111][1112]
- Rogério Skylab[1113]
- Roland Barthes[621]
- Roman Polanski[1114]
- Rosa Luxemburgo[1115]
- Rosalind Franklin[1116][1117]
- Rubem Alves[1118][1119][1120]
- Rubem Fonseca[1121][1122]
- Ruby Payne-Scott[1123]
- Rudolf Bultmann[453][1124]
- Rudolf Virchow[1125]
- Russell Alan Hulse[1126]
- Ruy Castro[1127]

## S

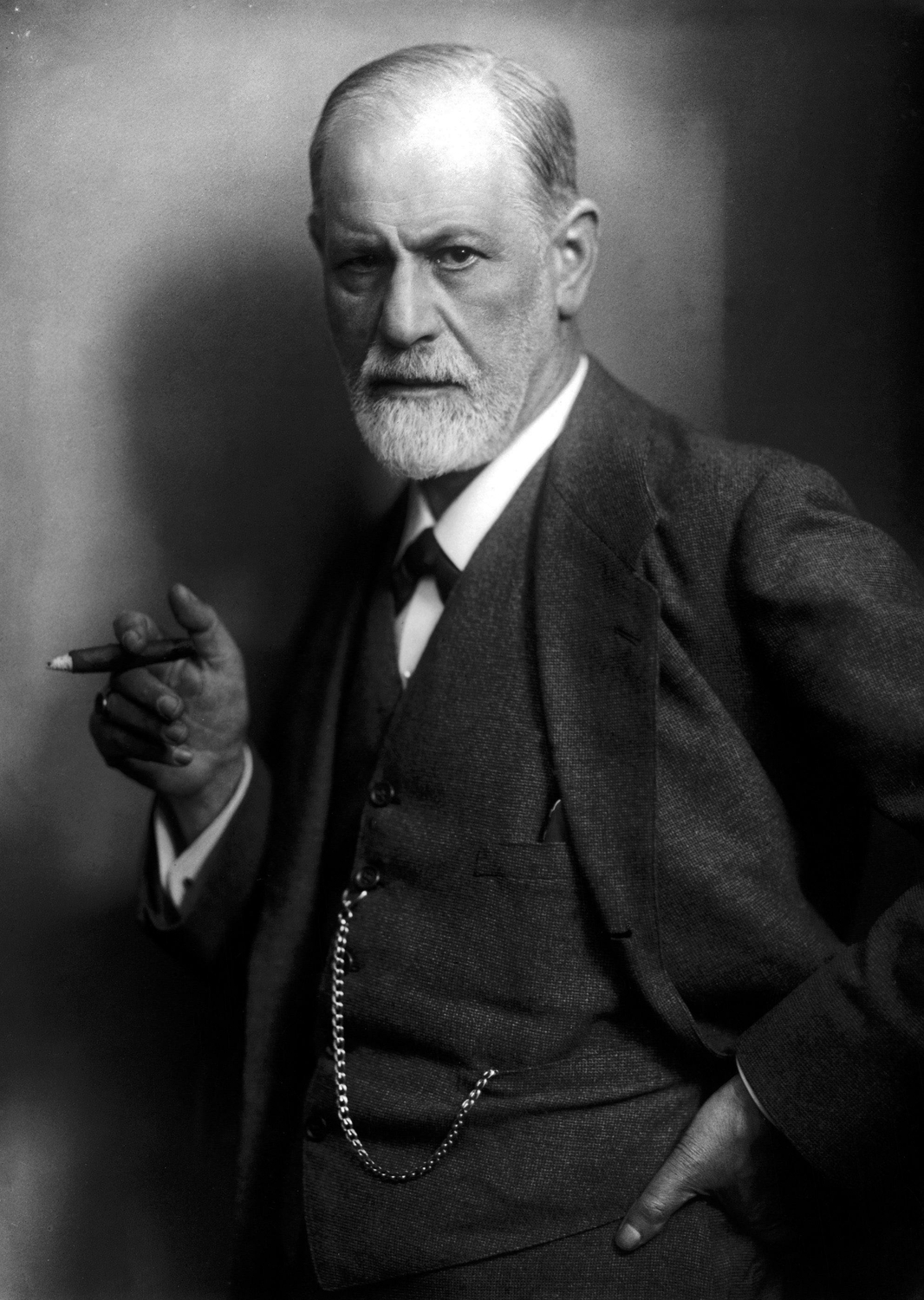
Sigmund Freud, neurologista e psicanalista austríaco.

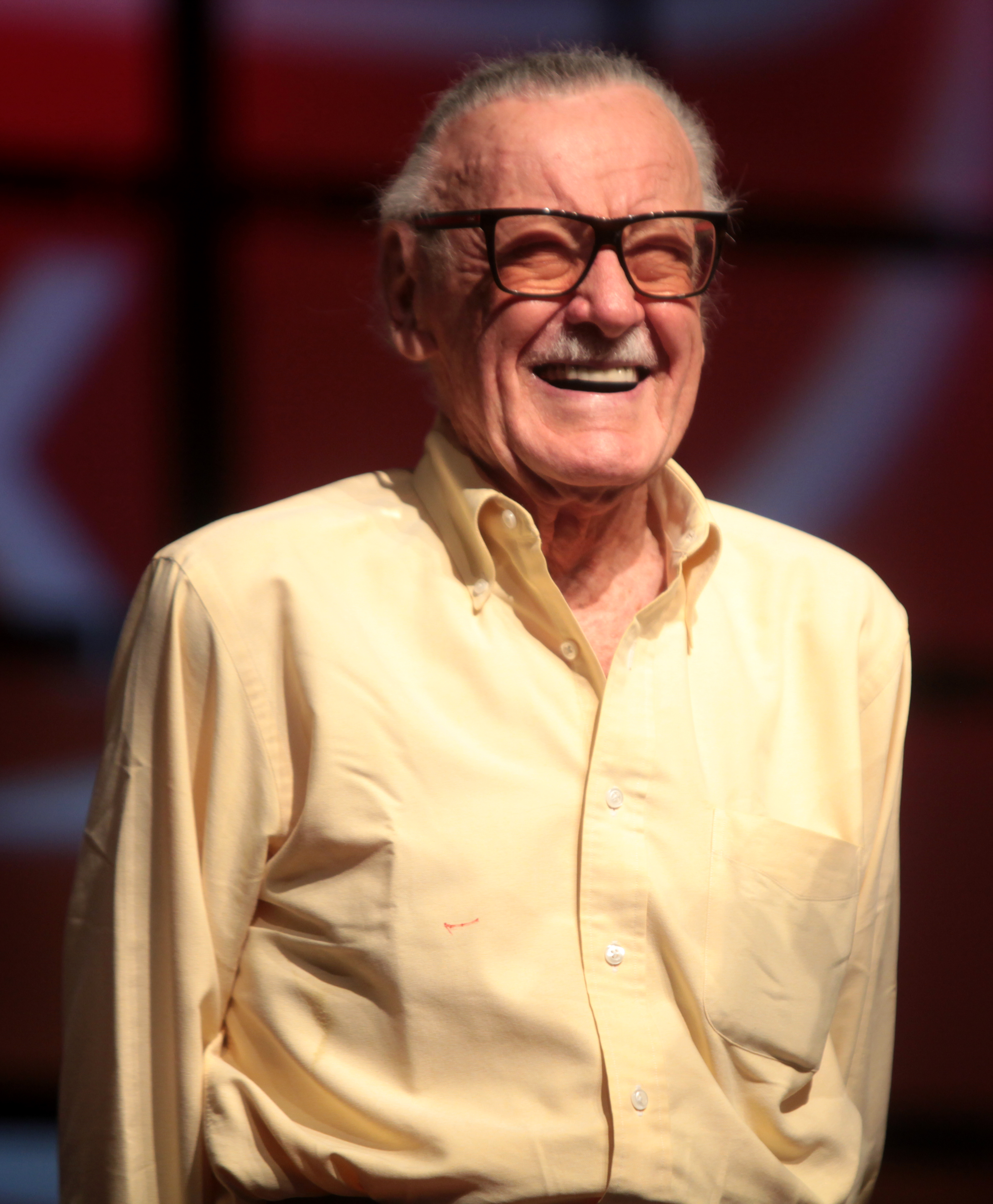
Stan Lee, ex-diretor da Marvel.

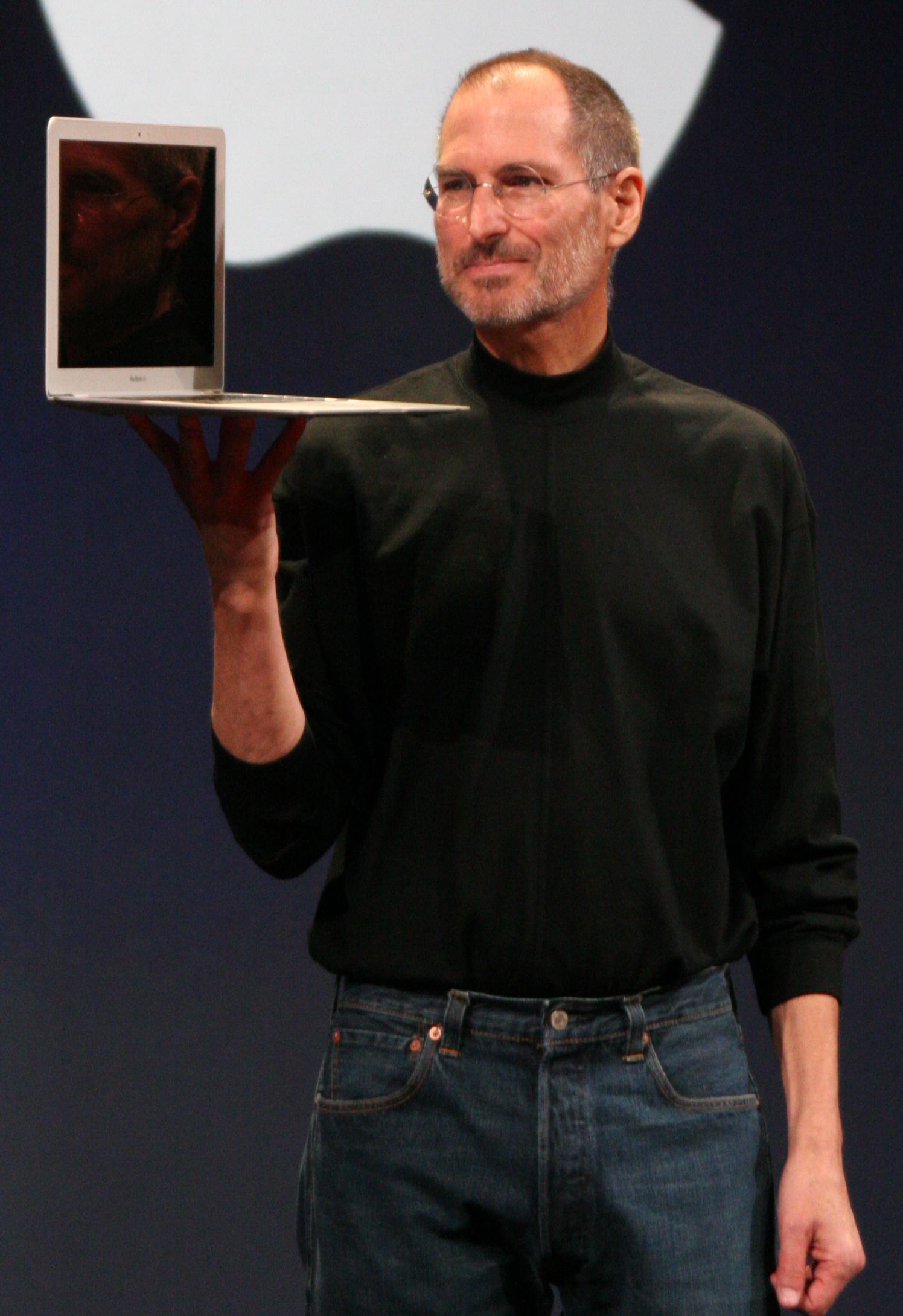
Steve Jobs, empresário estadunidense co-fundador da Apple.

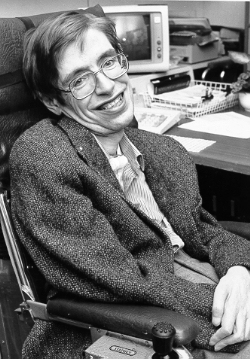
Stephen Hawking, físico teórico, cosmólogo e autor inglês.

- Salman Rushdie[1128][1129]
- Salvador Allende[1130]
- Salvador Dalí[1131]
- Sam Harris[228][1132]
- Samuel Beckett[1133][1134]
- Samuel Cohen[1135]
- Samuel Edward Konkin III[1136]
- Samuel Karlin[1137]
- Sanal Edamaruku[1138]
- Sandra Faber[1139]
- Sean Carroll[1140]
- Sean Penn[1141]
- Sebastião Salgado[1142]
- Sébastien Faure[1143]
- Sergei Eisenstein[1144][1145]
- Sergei Prokofiev[1146][1147][1148]
- Sérgio Sacani[1149]
- Seth Green[76]
- Seth MacFarlane[1150]
- Sheldon Brown[1151]
- Shenae Grimes[1152]
- Sidarta Gautama (Buda)[254][1153][1154][1155][1156][1157]
- Sidney Poitier[1158][1159]
- Sigmund Freud[1160][1161]
- Simon Baker[1162][1163]
- Simón Bolívar[1164][1165]
- Simon Le Bon[1166]
- Simon Pegg[1167]
- Simone de Beauvoir[1168][1169][1170][1171]
- Slavoj Žižek[1172]
- Stan Lee[741]
- Stanisław Ulam[1173]
- Stanley Kubrick[1174]
- Stellan Skarsgård[1175][1176]
- Stendhal[1177][1178][1179]
- Stéphane Charbonnier (Charb)[1180][1181]
- Stephen Fry[1182]
- Stephen Hawking[1183][1184][1185][1186]
- Stephen Jay Gould[1187]
- Stephen Smale[1188]
- Steve Albini[1189]
- Steve Jobs[1190][1191]
- Steven Jones[1192][1193]
- Steve Wozniak[1194]
- Steven Pinker[1195]
- Steven Soderbergh[76][1196]
- Steven Weinberg[1197][1198][1199][1200]
- Stieg Larsson[1201]
- Sting[1202]
- Stuart Kauffman[1203]
- Subrahmanyan Chandrasekhar[1204]
- Susan Blackmore[1205]
- Susan Greenfield[1206]
- Suzana Herculano-Houzel[1207]
- Sylvain Maréchal[1208][1209]

## T

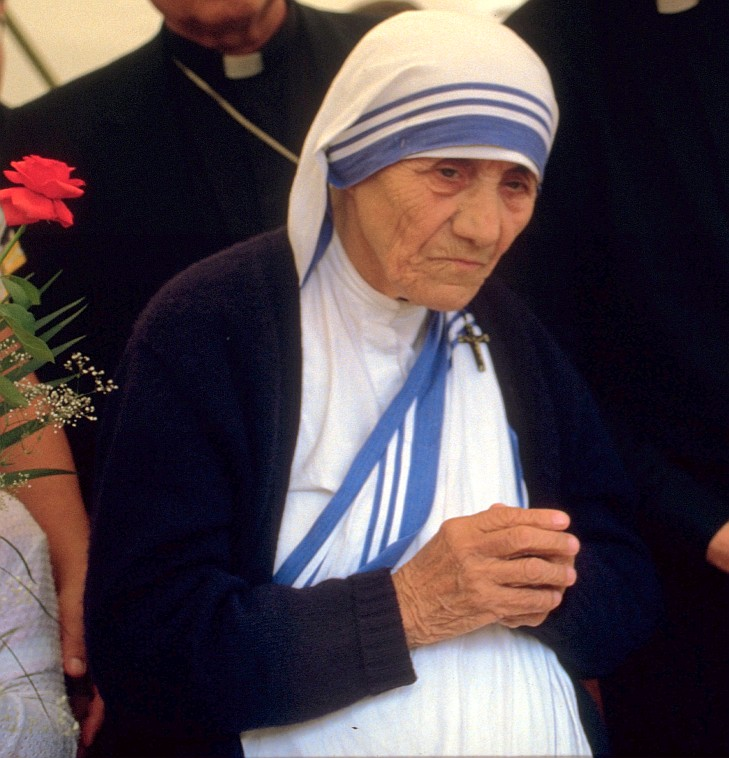
Madre Teresa de Calcutá, freira e missionária macedônia.

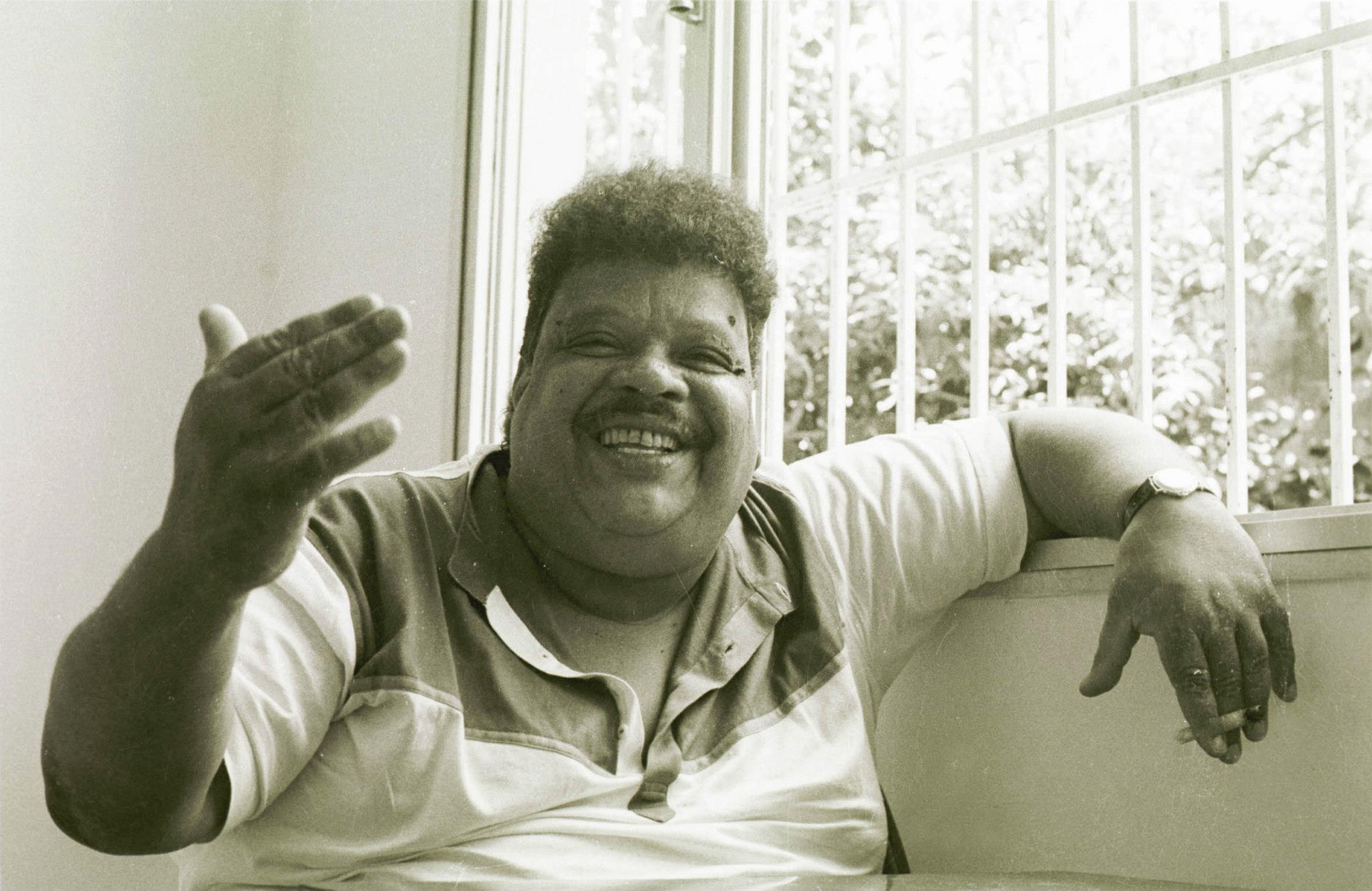
Tim Maia, cantor, compositor e músico brasileiro.

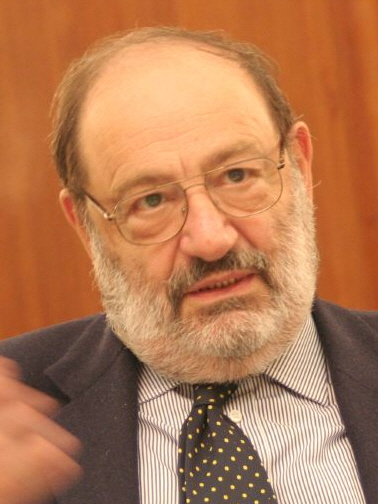
Umberto Eco, escritor, filósofo, semiólogo, linguista e bibliófilo italiano.

- Tales Alvarenga[1210]
- Tariq Ali[1211]
- Tarso Genro[1212]
- Taslima Nasrin[1213]
- Ted Nelson[1214]
- Teodoro de Cirene[17][311][1215]
- Teofrasto[1216]
- Teresa de Calcutá[1217][1218][1219]
- Terry Pratchett[1220]
- Theo van Gogh[1221][1222]
- Thomas Hardy[1223][1224][1225]
- Thomas Hunt Morgan[1226][1227]
- Thomas Huxley[1228]
- Thorkild Grosbøll[1229][1230][1231][1232][1233][1234]
- Tico Santa Cruz[1235]
- Tim Maia[1236][1237][1238][1239]
- Tim Minchin[1240]
- Toni Bentley[1241][1242]
- Tony Bellotto[1243][1244]
- Trey Anastasio[76]
- Tucídides[1245][1246][1247]

## U
- Umberto Eco[408][1248][1249]

## V

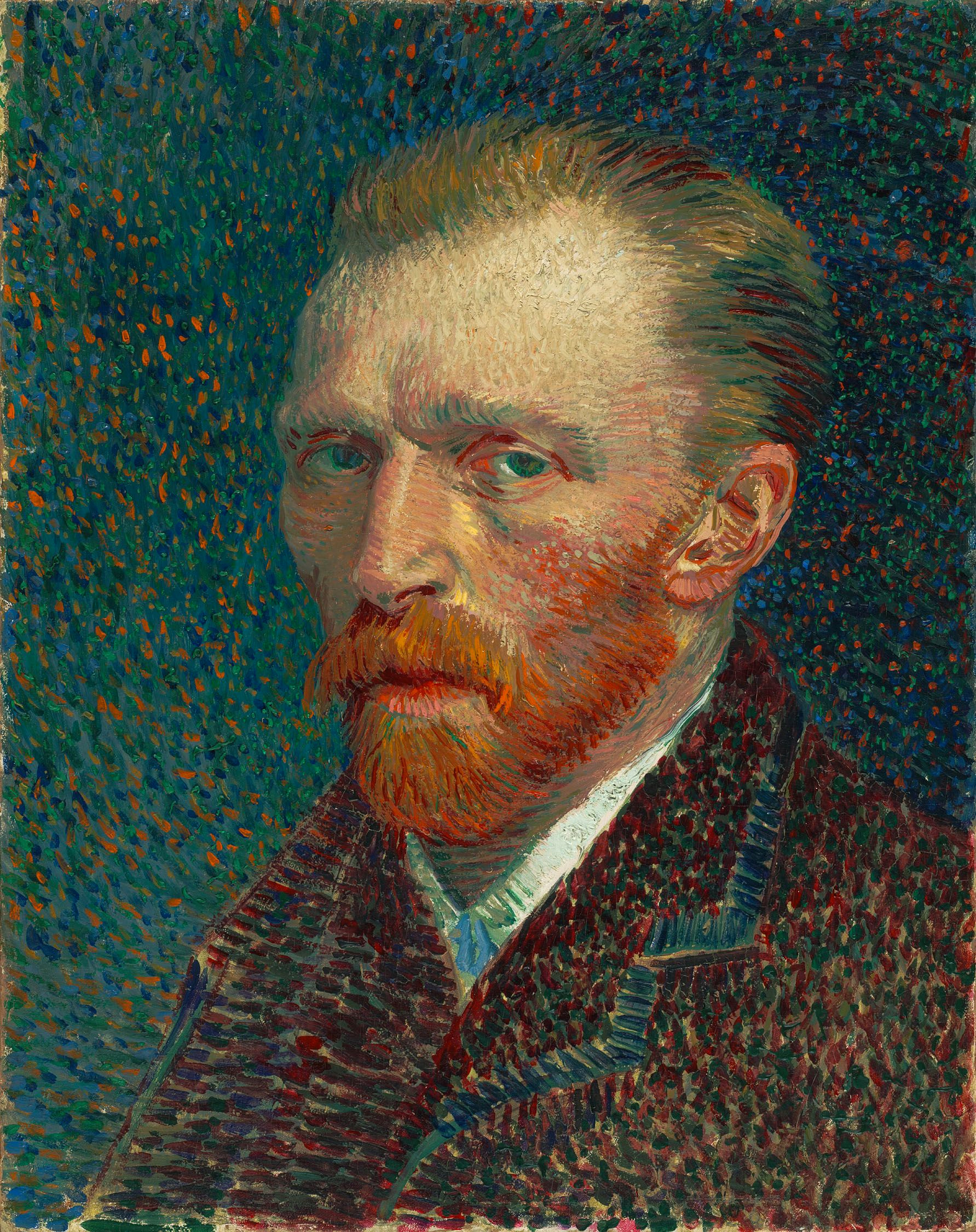
Vincent van Gogh, pintor neerlandês.

- Vange Leonel[1250]
- Vera Holtz[1251]
- Vera Magalhães[1252]
- Victor J. Stenger[1253]
- Victor Weisskopf[1254]
- Vinayak Damodar Savarkar[1255]
- Vincent van Gogh[1256][1257]
- Vinícius de Moraes[1258][1259]
- Virginia Woolf[1260]
- Vitaly Ginzburg[1261]
- Vladimir Lênin[1262][1263][1264]
- Vladimir Maiakóvski[1265][1266][1267]
- Vladimir Nabokov[1268]
- Vladimir Pozner Jr.[1269]
- Vladimir Vernadsky[1270]

## W

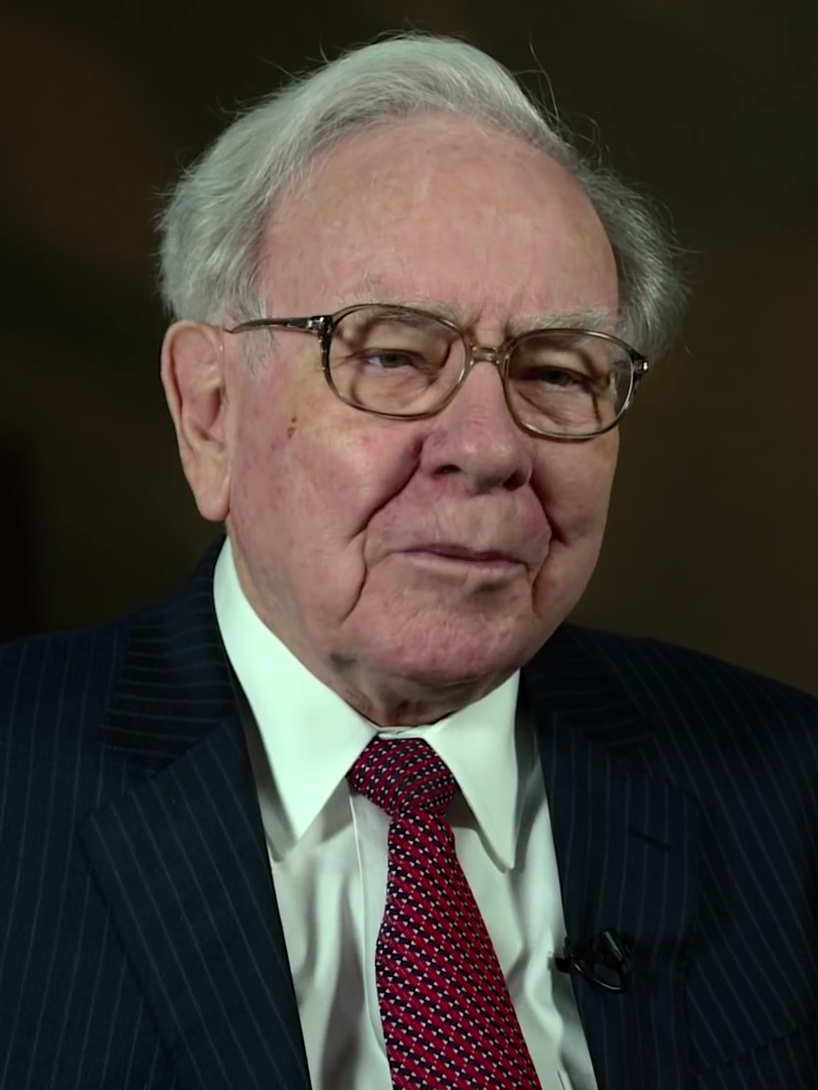
Warren Buffett, empresário, investidor e filantropo estadunidense.

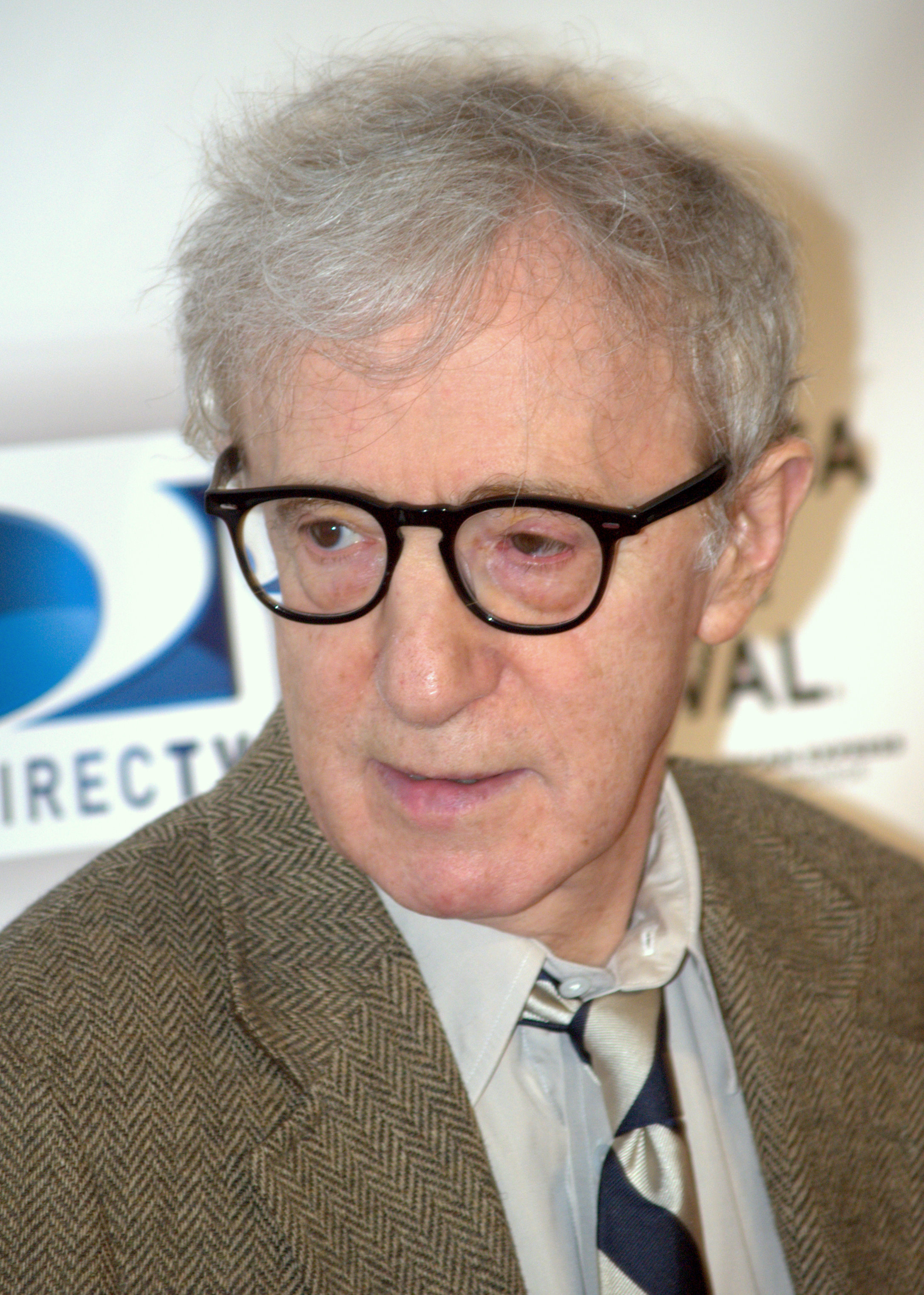
Woody Allen, ator, roteirista e cineasta estadunidense.

- W. C. Fields[1271][1272]
- W. D. Hamilton[1273]
- Walmor Chagas[1274][1275]
- Wallace Sargent[1276]
- Walter Block[1277]
- Warren Allen Smith[1278]
- Warren Buffett[1279]
- Werner Herzog[1280]
- Wilhelm Ostwald[1281]
- Will Ferrell
- Will Wright[1282]
- Willard Van Orman Quine[1283]
- William Bateson[1284]
- William Boyd[1285]
- William Godwin[1286][1287]
- William Grey Walter[1288]
- William James[1289][1290][1291]
- William James Sidis[159]
- William Kingdon Clifford[1292]
- William Shockley[1293]
- William Thompson[1294]
- Winona Ryder[76]
- Wole Soyinka[1295]
- Wolfgang Pauli[1296][1297][1298]
- Woody Allen[1299]

## Y
- Yuval Ne'eman[1300][1301]

## Z

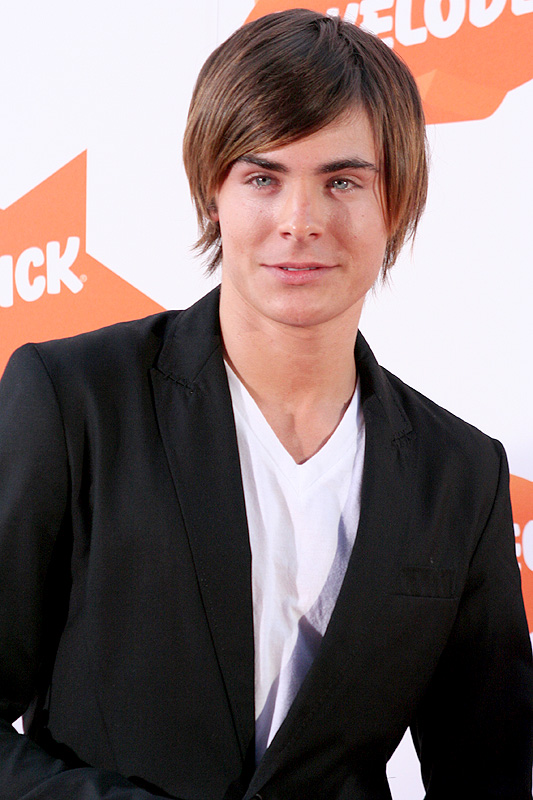
Zac Efron, ator estadunidense.

- Zac Efron[1302]
- Zeev Jabotinsky[1303][1304]
- Zélia Gattai[721]
- Zhores Alferov[1305][1306]
- Zygmunt Bauman[1307]